# تجارب على الحيوان
التجارب على الحيوانات (والمعروفة أيضًا باسم البحوث الحيوانية والاختبار في الجسم الحي) هو استخدام الحيوانات غير البشرية في التجارب التي تسعى إلى التحكم في المتغيرات التي تؤثر على السلوك أو النظام البيولوجي المدروس. يمكن أن يتناقض هذا النهج مع الدراسات الميدانية التي يتم فيها ملاحظة الحيوانات في بيئاتها الطبيعية أو موائلها. عادة ما يتم إجراء البحوث التجريبية على الحيوانات في الجامعات والكليات الطبية وشركات الأدوية والمؤسسات الدفاعية والمرافق التجارية التي تقدم خدمات اختبار الحيوانات للمجال الصناعي. يختل تركيز الاختبارات على الحيوانات من نوع إلى آخر من الأبحاث، ففي البحث الأساسي، يتم التركيز على تطوير المعرفة الأساسية عن الكائن الحي، بينما في البحث التطبيقي يتم التركيز على الإجابة على بعض الأسئلة ذات الأهمية العملية الكبيرة، مثل إيجاد علاج لمرض ما. تشمل أمثلة الأبحاث التطبيقية اختبار علاجات الأمراض والتربية وأبحاث الدفاع واختبار السموم، وكذلك اختبار مستحضرات التجميل. على الصعيد التعليمي، يُعتَبر التجارب على الحيوانات أحيانًا أحد مكونات المساقات الدراسية في علم الأحياء أو علم النفس. يتم تنظيم هذه الممارسة بدرجات متفاوتة في بلدان مختلفة.
تشير التقديرات إلى أن الاستخدام السنوي للحيوانات الفقارية - من أسماك الزرد إلى الرئيسيات غير البشرية - يتراوح من عشرات إلى أكثر من 100 مليون. تمثل أنواع الفقاريات 93٪ من الحيوانات المستخدمة في البحث في الاتحاد الأوروبي، واستخدم 11.5 مليون حيوان هناك في عام 2011. كان عدد الفئران والجرذان المستخدمة في الولايات المتحدة وحدها في عام 2001 يبلغ 80 مليون حسب أحد التقديرات. تمثل الفئران والجرذان والأسماك والبرمائيات والزواحف مجتمعة أكثر من 85٪ من حيوانات الأبحاث.
يتم قتل معظم الحيوانات بطريقة القتل الرحيم بعد استخدامها في التجربة. تختلف مصادر حيوانات المختبر (Sources of laboratory animals) باختلاف البلدان والأنواع؛ يتم تربية معظم الحيوانات لغرض محدد، في حين يتم صيد أقلية منها في البرية أو يتم توفيرها من قبل التجار الذين يحصلون عليها من المزادات والملاجئ. يحتج مؤيدو استخدام الحيوانات في التجارب، مثل الجمعية الملكية البريطانية، بأن كل إنجاز طبي تقريبًا في القرن العشرين اعتمد على استخدام الحيوانات بطريقة ما. احتج معهد أبحاث الحيوانات المختبرية التابع للأكاديمية الوطنية للعلوم بالولايات المتحدة بأنه لا يمكن الاستعاضة عن الأبحاث الحيوانية بنماذج حاسوبية متطورة غير قادرة على التعامل مع التفاعلات المعقدة للغاية بين الجزيئات والخلايا والأنسجة والأعضاء والكائنات الحية والبيئة. تشكك منظمات حقوق الحيوان - مثل بيتا PETA وBUAV - في الحاجة إلى اختبار الحيوانات وشرعيته، بحجة أنه قاسي وسيئ التنظيم، وأن النماذج الحيوانية في الواقع مُضَلِّلة وتعوق التقدم الطبي ولا يمكنها التنبؤ بشكل موثوق بالتأثيرات على البشر، وأن بعض الاختبارات الحيوانية أصبحت قديمة، أو أن التكاليف تفوق الفوائد، أو أن للحيوانات حقًا جوهريًا في عدم استخدامها أو الإضرار بها في التجارب.

## تعاريف
إن للمصطلحات: اختبار الحيوانات (animal testing)، والتجارب على الحيوانات (animal experimentation)، والبحوث الحيوانية (animal research)، والاختبار في الجسم الحي (in vivo testing)، وتشريح الأحياء (vivisection)؛ لها معانِ متشابهة ظاهرياً إلا أن دلالاتها مختلفة. تعني كلمة «تشريح الأحياء» حرفيًا «التقطيع الحي» للحيوان، وتاريخيًا تشير فقط إلى التجارب التي تضمنت تشريح الحيوانات الحية. يستخدم المصطلح أحيانًا للإشارة بشكل ازدرائي إلى أي تجربة تستخدم الحيوانات الحية؛ على سبيل المثال، تُعرِّف موسوعة بريتانيكا (Encyclopædia Britannica) «تشريح الأحياء» على أنه: «عملية على حيوان حي لأغراض تجريبية وليس لأغراض الشفاء؛ بمعنى أوسع، كل التجارب على الحيوانات الحية». على الرغم من أن القواميس تشير إلى أن التعريف الأوسع «يُستَخدم فقط من قبل الأشخاص الذين يعارضون مثل هذا العمل» فإن للكلمة دلالة سلبية تعني التعذيب والمعاناة والموت. يفضل معارضو هذه الأبحاث كلمة «تشريح الكائنات الحية» ("vivisection")، بينما يستخدم العلماء مصطلح «التجارب على الحيوانات» ("animal experimentation").

## التاريخ

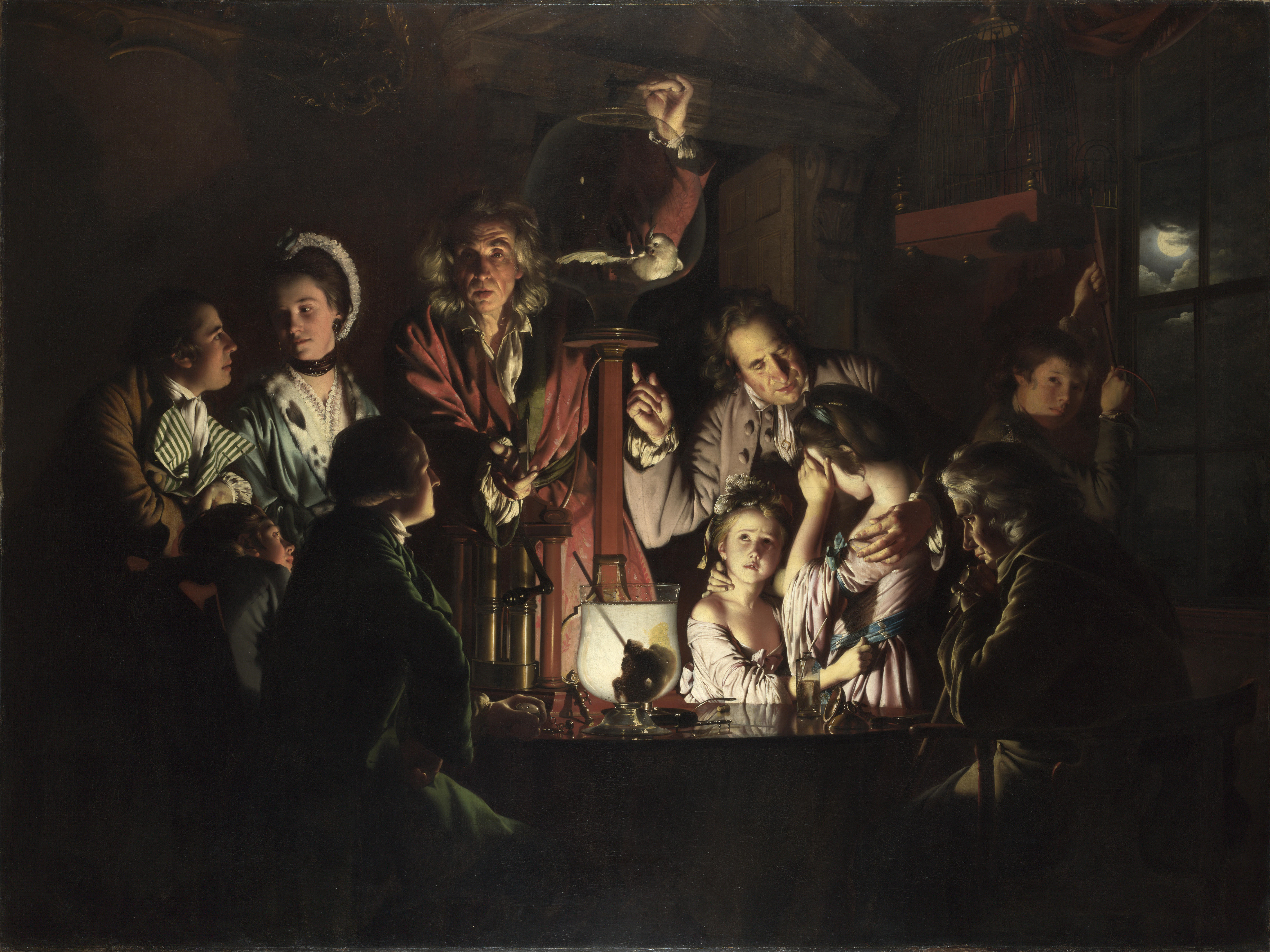
تجربة على طائر في مضخة هواء، من عام 1768، بواسطة جوزيف رايت

تم العثور على أقدم الإشارات إلى التجارب على الحيوانات في كتابات الإغريق في القرنين الثاني والرابع قبل الميلاد. كان أرسطو وإيراسيستراتوس من أوائل الذين أجروا تجارب على الحيوانات الحية. قام جالينوس، وهو طبيب روماني من القرن الثاني، بتشريح الخنازير والماعز؛ ولذلك يُعرف باسم «أبو تشريح الأحياء». كما مارس ابن زُهر، وهو طبيب عربي من القرن الثاني عشر في الأندلس، التشريحَ، وقدم الاختبارات على الحيوانات كوسيلة تجريبية لاختبار الإجراءات الجراحية قبل تطبيقها على المرضى من البشر.
تم استخدام الحيوانات بشكل متكرر عبر تاريخ البحوث الطبية الحيوية. في عام 1831، كان مؤسسو حديقة حيوان دبلن مزاولين لمهنة الطب، وكانوا مهتمين بدراسة الحيوانات أثناء وجودها على قيد الحياة وعندما موتها. في ثمانينيات القرن التاسع عشر، وضح لويس باستور نظرية الجرثومة في الأمراض بشكل مقنع عن طريق تحريض الجمرة الخبيثة في الأغنام. في ثمانينيات القرن التاسع عشر، أصاب روبرت كوخ الفئران وخنازير غينيا بالجمرة الخبيثة والسل. في تسعينيات القرن التاسع عشر، اشتُهر إيفان بافلوف باستخدام الكلاب لوصف الشَّرْطيّة الكلاسيكية. في الحرب العالمية الأولى، أصابَ وكلاءُ ألمانُ أغناماً متجهةً إلى روسيا ب الجمرة الخبيثة، ولقحوا بغال وخيول جهاز الفرسان الفرنسي بمرض الرعام الخيلي. بين عامي 1917 و1918، أصاب الألمانُ بغالاً في الأرجنتين متجهةً إلى القوات الأمريكية، مما أدى إلى وفاة 200 بغل. تم عزل الأنسولين لأول مرة من الكلاب في عام 1922، وأحدث ثورة في علاج مرض السكري. في 3 تشرين الثاني (نوفمبر) 1957، أصبح الكلب السوفيتي لايكا، أول حيوان من بين العديد من الحيوانات التي تدور حول الأرض. في السبعينيات، تم تطوير صادات حيوية ولقاحات للجذام باستخدام حيوان المدرع،  ثم أعطيت للبشر. اتخذت قدرة البشر على تغيير جينات الحيوانات خطوة كبيرة إلى الأمام في عام 1974 عندما تمكن رودولف جانيش من إنتاج أول حيوان ثديي معدل وراثيًا، من خلال دمج الحمض النووي من فيروس SV40 في جينوم الفئران. تقدم هذا البحث الجيني بسرعة، وفي عام 1996، ولدت النعجة دوللي، وهي أول حيوان ثديي يتم استنساخه من خلية بالغة.
أصبح اختبار السموم مهمًا في القرن العشرين. في القرن التاسع عشر، كانت القوانين المنظمة للعقاقير أكثر مرونة. على سبيل المثال، في الولايات المتحدة، لا يمكن للحكومة حظر عقار إلا بعد مقاضاة شركة لبيعها منتجات تضر بالزبائن. ومع ذلك، استجابة لكارثة Elixir Sulfanilamide عام 1937 والتي قتل فيها هذا العقار أكثر من 100 مستخدم، أصدر الكونجرس الأمريكي قوانين تتطلب اختبار سلامة الأدوية على الحيوانات قبل تسويقها. سنت دول أخرى تشريعات مماثلة. في الستينيات، كرد فعل على مأساة الثاليدومايد (Thalidomide)، تم إصدار قوانين أخرى تتطلب اختبارات السلامة على الحيوانات الحوامل قبل بيع الدواء.

## الجدل تاريخي

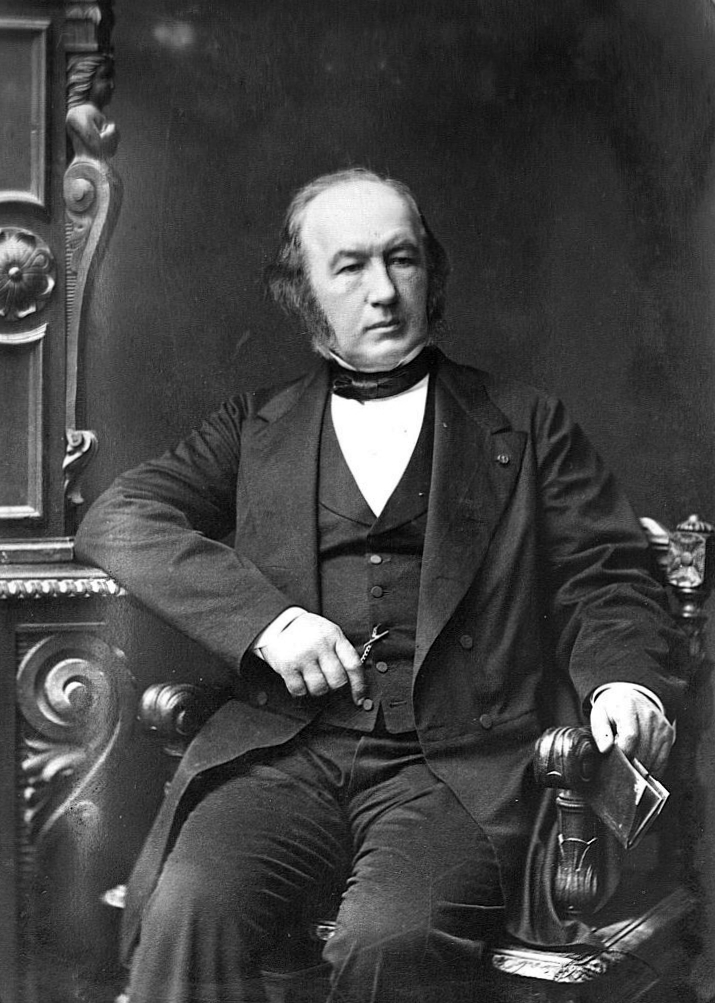
احتج كلود برنارد، الذي يُنظر إليه على أنه «أمير تشريح الأحياء»، بأن التجارب على الحيوانات «قاطعة تمامًا في علم السموم وإصحاح الإنسان».

مع ازدياد التجارب على الحيوانات، وخاصة ممارسة تشريح الأحياء، ازداد النقد والجدل. عامَ 1655، قال ادموند أوميرا المدافع عن علم وظائف الأعضاء الجالينوسي:«التعذيب البائس في تشريح الأحياء يجعل الجسم في حالة غير طبيعية». احتج أوميرا وآخرون بأن فسيولوجيا الحيوان يمكن أن تتأثر بالألم أثناء تشريح الأحياء، مما يجعل النتائج غير موثوقة. كانت هناك أيضًا اعتراضات على أساس أخلاقي، معتبرة أن المنفعة التي تعود على البشر لا تبرر الإضرار بالحيوانات. كما جاءت الاعتراضات المبكرة على التجارب على الحيوانات من زاوية أخرى، حيث اعتقد الكثير من الناس أن الحيوانات كانت أدنى من البشر وأنها مختلفة جدًا بحيث لا يمكن تطبيق نتائج الحيوانات على البشر.
على الجانب الآخر من الجدل، رأى مؤيدوا التجارب على الحيوانات أن التجارب على الحيوانات ضرورية لتعزيز المعرفة الطبية والبيولوجية. كتب كلود برنارد - الذي يُعرف أحيانًا باسم «أمير تشريح الأحياء»  وأب علم وظائف الأعضاء، والذي أسست زوجته ماري فرانسواز مارتن أول جمعية لمكافحة تشريح الكائنات الحية في فرنسا عام 1883 كتبَ مقولةً مشهورةً في عام 1865 أن «علم الحياة هو قاعة رائعة ومضاءة بشكل مبهر لا يمكن الوصول إليها إلا بالمرور عبر مطبخ طويل مروع». بحجة أن «التجارب على الحيوانات... حاسمة تمامًا في علم السموم وإصحاح الإنسان... فإن تأثيرات هذه المواد هي نفسها على الإنسان كما على الحيوانات، باستثناء الاختلافات في الدرجة»،  أسس برنارد لكون التجارب على الحيوانات جزء من الطريقة العلمية القياسية.
في عام 1896، قال الفيزيولوجي والطبيب والتر ب. كانون: "إن معارضي تشريح الأحياء الصنفُ الثاني من اصنفين اللذين وصفهما ثيودور روزفلت عندما قال:" الفطرة السليمة بدون ضمير قد تؤدي إلى الجريمة، لكن الضمير بدون المنطق السليم قد يؤدي إلى الحماقة، والتي هي خادمة الجريمة."  لفتت هذه الانقساماتُ بين المؤيدين والمناهضين التجريب على الحيوانات انتباه الجمهورَ لأول مرة خلال قضية Brown Dog في أوائل القرن العشرين، عندما اشتبك مئات من طلاب الطب مع مناهضي تشريح الحيوانات والشرطة أثناء نصب تذكاري لكلب مُشَرَّح.

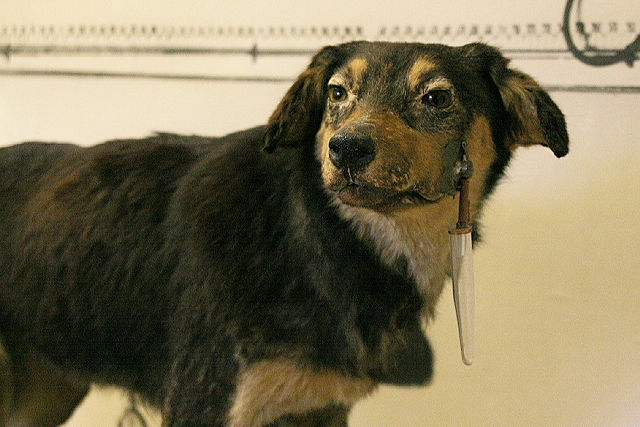
أحد كلاب بافلوف مع حاوية وقنية لجمع اللعاب تم زرعها جراحيًا في خطمه، متحف بافلوف، 2005

صدر أول قانون لحماية الحيوان في البرلمان البريطاني عامَ 1822، تلاه قانون القسوة على الحيوانات (1876)، وهو أول قانون يهدف تحديدًا إلى تنظيم التجارب على الحيوانات. روج للتشريع تشارلز داروين، الذي كتب إلى راي لانكستر في مارس 1871: «أنت تسأل عن رأيي في تشريح الكائنات الحية. أوافق تمامًا على أنه يمكن تبرير إجراء أبحاث حقيقية في علم وظائف الأعضاء؛ ولكن ليس لمجرد الفضول البغيض واللعين. إنه موضوع يصيبني بالرعب، لذا لن أقول كلمة أخرى عنه، وإلا فلن أنام ليلاً.»  استجابةً للضغط من قبل مناهضي تشريح الحيوانات الحية، تم إنشاء العديد من المنظمات في بريطانيا للدفاع عن أبحاث الحيوانات: تم تشكيل الجمعية الفيزيولوجية (The Physiological Society) في عام 1876 لمنح علماء الفسيولوجيا «المنفعة والحماية المتبادلة»،  تم تأسيس جمعية النهوض بالطب بواسطة البحث (Association for the Advancement of Medicine by Research) عامَ 1882، وركزت على صنع السياسات، وتشكلت عامَ 1908 جمعيةُ الدفاع عن البحث (Research Defence Society)، والمعروفة اليوم باسم فهم البحوث الحيوانية (Understanding Animal Research) بهدف: «للتعريف بالحقائق المتعلقة بالتجارب على الحيوانات في هذا البلد؛ والأهمية الهائلة لرفاهية البشرية من هذه التجارب والإنقاذ الكبير لحياة الإنسان وصحته المنسوبة إليها مباشرة».
ظهرت معارضة استخدام الحيوانات في الأبحاث الطبية لأول مرة في الولايات المتحدة خلال ستينيات القرن التاسع عشر، عندما أسس هنري بيرغ الجمعية الأمريكية لمنع القسوة على الحيوانات (American Society for the Prevention of Cruelty to Animals:ASPCA)، وتأسست عام 1883 أولُ منظمة أمريكية خاصة بمكافحة تشريح الحيوانات الحية وهي الجمعية الأمريكية لمكافحة التشريح (American AntiVivisection Society: AAVS). اعتقد أنصار مكافحة التشريح في تلك الحقبة عمومًا أن انتشار الرحمة كان السبب الرئيسي للحضارة، وأن تشريح الأحياء كان قاسياً. ومع ذلك، فقد هُزمت جهود مناهضي التشريح في الولايات المتحدة في كل هيئة تشريعية، وطغت عليها المنظمات المتفوقة وتأثير المجتمع الطبي. بشكل عام، حققت هذه الحركة نجاحًا تشريعيًا ضئيلًا حتى إقرار قانون رعاية حيوانات المختبرات، في عام 1966.
رعاية واستخدام الحيوانات
اللوائح والقوانين
تختلف اللوائح التي تنطبق على الحيوانات في المختبرات باختلاف الأنواع. في الولايات المتحدة، بموجب أحكام قانون رعاية الحيوان (Animal Welfare Act) ودليل رعاية واستخدام حيوانات المختبر (الدليل) (Guide for the Care and Use of Laboratory Animals (the Guide)، الذي نشرته الأكاديمية الوطنية للعلوم، يمكن إجراء أي إجراء على حيوان إذا كان من الممكن الجدال فيه بنجاح أنه مبرر علميا. بشكل عام، يُطلب من الباحثين التشاور مع الطبيب البيطري بالمؤسسة ولجنة رعاية الحيوان المؤسسية واستخدامها (Institutional Animal Care and Use Committee)(IACUC)، والتي تلتزم كل منشأة بحثية بالحفاظ عليها. يجب أن تضمن IACUC أن البدائل، بما في ذلك البدائل غير الحيوانية، قد تم النظر فيها، وأن التجارب ليست مكررة بشكل غير ضروري، وأن ينم تسكين الآلام ما لم يتعارض مع الدراسة. تشرف IACUCs على جميع الفقاريات المُختَبَرة في المؤسسات التي تتلقى الأموال الفيدرالية في الولايات المتحدة الأمريكية. على الرغم من أن أحكام قانون رعاية الحيوان لا تشمل القوارض والطيور التي يتم تربيتها لغرض معين، إلا أن هذه الأنواع تخضع لنفس الأحكام بموجب سياسات خدمات الصحة العامة التي تحكم ال IACUCs. تحكم سياساتُ خدمات الصحة العامة (Public Health Service) منظمةَ إدارة الغذاء والدواء (Food and Drug Administration)(FDA) ومراكزَ السيطرة على الأمراض والوقاية منها (CDC) (Centers for Disease Control and Prevention). يجري مركز السيطرة على الأمراض أبحاثًا عن الأمراض المعدية على الرئيسيات والأرانب والفئران والحيوانات الأخرى من غير البشر، بينما تغطي متطلبات إدارة الغذاء والدواء الأمريكية استخدام الحيوانات في الأبحاث الصيدلانية. يتم تطبيق لوائح قانون رعاية الحيوان (Animal Welfare Act) (AWA) من قبل وزارة الزراعة الأمريكية، في حين يتم تنفيذ لوائح خدمة الصحة العامة من قبل OLAW وفي كثير من الحالات بواسطة AAALAC.
وفقًا لتقرير مكتب المفتش العام (OIG) التابع لوزارة الزراعة الأمريكية لعام 2014 - والذي نظر في الإشراف على استخدام الحيوانات خلال فترة ثلاث سنوات - «بعض اللجان المؤسسية لرعاية الحيوان واستخدامه ... لم توافق أو تراقب أو توثق بشكل ملائم الإجراءاتِ التجريبيةَ على الحيوانات». وجد مكتب المفتش العام أنه «نتيجة لذلك، لا تتلقى الحيوانات دائمًا الرعاية والعلاج الإنساني الأساسي، وفي بعض الحالات، لا يتم التقليل من الألم والكَرْب أثناء وبعد الإجراءات التجريبية». وفقًا للتقرير، في غضون فترة ثلاث سنوات، تم الاستشهاد بما يقرب من نصف المختبرات الأمريكية الحاوية على الأنواع الحيوانية الخاضعة للرقابة، وذلك لقيامها بانتهاكاتٍ لقانون AWA متعلقةٍ بإشراف غير ملائم من قبل IACUC. توصل مكتب المفتش العام لوزارة الزراعة الأمريكية إلى نتائج مماثلة في تقرير عام 2005. مع عدد كبير فقط من المفتشين البالغ عددهم 120، تشرف وزارة الزراعة الأمريكية (وزارة الزراعة الأمريكية) على أكثر من 12000 منشأة تشارك في إجراء الأبحاث على الحيوانات أو عرضها أو تربيتها أو التعامل معها. انتقد آخرون تركيبة ال IACUCs، مؤكدين أن اللجان تتكون في الغالب من باحثين وممثلين جامعيين قد يكونون متحيزين ضد مخاوف رعاية الحيوان.
كتب لاري كاربوني، وهو طبيب بيطري لحيوان المختبر، أنه من واقع خبرته، فإن IACUCs تأخذ عملها على محمل الجد بغض النظر عن الأنواع المعنية، على الرغم من أن استخدام الرئيسيات غير البشرية يثير دائمًا ما يسميه «الرايات الحمراء للمخاوف الخاصة»  أكدت دراسة نشرت في مجلة Science في يوليو 2001 انخفاض موثوقية مراجعات IACUC للتجارب على الحيوانات. بتمويل من مؤسسة العلوم الوطنية، وجدت الدراسة التي استمرت ثلاث سنوات أن لجان استخدام الحيوانات التي لا تعرف تفاصيل الجامعة والموظفين لا تتخذ قرارات الموافقة نفسها التي تتخذها لجان استخدام الحيوانات التي تعرف الجامعة وشؤون الموظفين. على وجه التحديد، غالبًا ما تطلب اللجان المُعَمّاة مزيدًا من المعلومات بدلاً من الموافقة على الدراسات.
يحتج العلماء في الهند على المبدأ التوجيهي الأخير الذي أصدرته لجنة المنح الجامعية (University Grants Commission) لحظر استخدام الحيوانات الحية في الجامعات والمختبرات.

### أرقام
يصعب الحصول على أرقام عالمية دقيقة للتجارب على الحيوانات؛ حيث تشير التقديرات إلى أنه يتم التجريب على 100 مليون حيوان من الفقاريات في جميع أنحاء العالم كل عام،  10-11 مليون منهم في الاتحاد الأوروبي. أفاد مجلس نافيلد لأخلاقيات البيولوجيا (Nuffield Council on Bioethics) أن التقديرات السنوية العالمية تتراوح من 50 إلى 100 مليون حيوان، لا تتضمن أي من الأشكال اللافقاريات مثل الجمبري وذباب الفاكهة.
نشرت ال USDA / APHIS  إحصائيات أبحاث الحيوانات لعام 2016. بشكل عام، عدد الحيوانات (التي يغطيها قانون رعاية الحيوان) المستخدمة في الأبحاث في الولايات المتحدة ارتفع 6.9٪ من 767,622 (2015) إلى 820,812 (2016). وهذا يشمل كلاً من المؤسسات العامة والخاصة. من خلال المقارنة مع بيانات الاتحاد الأوروبي، حيث يتم حساب جميع أنواع الفقاريات، قدّر موقع Speaking of Research أنه تم استخدام حوالي 12 مليون من الفقاريات في الأبحاث في الولايات المتحدة في عام 2016. جادل مقال نُشر في مجلة Journal of Medical Ethics عام 2015، بأن استخدام الحيوانات في الولايات المتحدة قد زاد بشكل كبير في السنوات الأخيرة. وجد الباحثون أن هذه الزيادة ناتجة إلى حد كبير عن زيادة الاعتماد على الفئران المعدلة وراثيًا في الدراسات على الحيوانات.
في عام 1995، قدر باحثون في مركز جامعة تافتس للحيوانات والسياسة العامة (Tufts University Center for Animals and Public Policy) أنه تم استخدام 14-21 مليون حيوان في المختبرات الأمريكية في عام 1992، وهو انخفاض عن أعلى مستوى بلغ 50 مليونًا مستخدمًا في عام 1970. أفاد مكتب الكونجرس الأمريكي للتقييم التكنولوجي (Congress Office of Technology Assessment) عام 1986أن تقديرات الحيوانات المستخدمة في الولايات المتحدة تتراوح من 10 ملايين إلى أكثر من 100 مليون كل عام، وأن أفضل تقدير خاص بهم كان على الأقل 17 مليونًا إلى 22 مليونًا. في عام 2016، أدرجت وزارة الزراعة 60,979 كلبًا، و18,898 قططًا، و71,188 رئيسيات غير بشرية، و183,237 خنزير غينيا، و102,633 هامستر، و139,391 أرنبًا، و83,059 حيوان مزرعة، و161,467 من الثدييات الأخرى، أي ما مجموعه 820,812، وهو رقم يشمل جميع الثدييات. باستثناء الفئران والجرذان المرباة لغرض معين. انخفض استخدام الكلاب والقطط في الأبحاث في الولايات المتحدة من عام 1973 إلى عام 2016 من 195,157 إلى 60,979 ومن 66,165 إلى 18,898 على الترتيب.
في بريطانيا، تُظهر أرقام وزارة الداخلية أنه تم تنفيذ 3.79 مليون إجراء في عام 2017. استخدم 2960 إجراءً رئيسياتٍ غيرَ بشرية، بانخفاض أكثر من 50٪ منذ عام 1988. يشير «الإجراء» هنا إلى تجربة قد تستغرق دقائق أو عدة أشهر أو سنوات. يتم استخدام معظم الحيوانات في إجراء واحد فقط: يتم قتل الحيوانات بشكل متكرر بعد التجربة ؛ لكن الموت هو نقطة النهاية لبعض الإجراءات. تم تصنيف الإجراءات التي أجريت على الحيوانات في بريطانيا في عام 2017 على النحو التالي:
- تم تقييم 43 ٪ (1.61 مليون) على أنها دون العتبة
- تم تقييم 4 ٪ (0.14 مليون) على أنها غير عكوسة
- تم تقييم 36 ٪ (1.35 مليون) على أنها خفيفة
- تم تقييم 15 ٪ (0.55 مليون) على أنها معتدلة
- تم تقييم 4٪ (0.14 مليون) على أنها شديدة [71]

قد يكون الإجراء «الشديد»، على سبيل المثال، أي اختبار يكون الموت هو نقطة النهاية فيه أو يُتوقع فيه حدوث وفيات، في حين أن الإجراء «الخفيف» سيكون شيئًا مثل فحص الدم أو فحص التصوير بالرنين المغناطيسي.

### ال (R)ات الثلاث (The Three Rs)
ال (R)ات الثلاث مبادئُ توجيهية لمزيد من الاستخدام الأخلاقي للحيوانات في الاختبار. تم وصف هذه المبادئ لأول مرة من قبل WMS Russell وRL Burch في عام 1959. تنص ال (R)ات الثلاث على:
1. الاستبدال (Replacement) الذي يشير إلى تفضيل استخدام الطرق غير الحيوانية على الطرق الحيوانية كلما كان ذلك ممكنًا لتحقيق نفس الأهداف العلمية. تشمل هذه الأساليب النمذجة الحاسوبية.
2. الاختزال (Reduction) الذي يشير إلى الأساليب التي تمكن الباحثين من الحصول على مستويات قابلة للمقارنة من المعلومات باستخدام أقل عدد ممكن من الحيوانات، أو الحصول على مزيد من المعلومات من نفس العدد من الحيوانات.
3. التحسين (Refinement) الذي يشير إلى الأساليب التي تخفف أو تقلل من الألم أو المعاناة أو الكَرْب المحتمل، وتعزز رفاهية الحيوانات المستخدمة. تتضمن هذه الطرق تقنيات غير باضعة (.non-invasive techniques) [73]

تتمتع 3Rs بنطاق أوسع من مجرد تشجيع البدائل للاختبارات على الحيوانات، ولكنها تهدف إلى تحسين رفاهية الحيوان والجودة العلمية حيث لا يمكن تجنب استخدام الحيوانات. يتم الآن تنفيذ 3Rs هذه في العديد من مؤسسات الاختبار في جميع أنحاء العالم وتم اعتمادها من خلال تشريعات ولوائح مختلفة.
على الرغم من القبول واسع النطاق لـ 3Rs، فقد أبلغت العديد من البلدان - بما في ذلك كندا وأستراليا وكوريا الجنوبية وألمانيا - عن زيادة الاستخدام التجريبي للحيوانات في السنوات الأخيرة مع زيادة استخدام الفئران، وفي بعض الحالات، الأسماك في حين يتم الإبلاغ عن انخفاض في استخدام القطط والكلاب والقرود والأرانب وخنازير غينيا والهامستر. إلى جانب دول أخرى، صَعَّدَت الصين أيضًا من استخدامها للحيوانات المعدلة وراثيًا، مما أدى إلى زيادة في الاستخدام العام للحيوانات.

### اللافقاريات

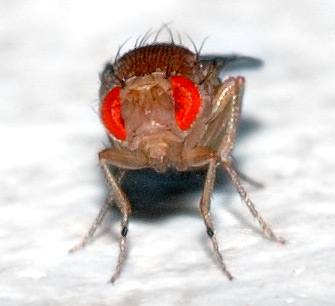
ذباب الفاكهة من اللافقاريات التي تستخدم عادة في التجارب على الحيوانات

على الرغم من استخدام العديد من اللافقاريات أكثر من الفقاريات في التجارب على الحيوانات، إلا أن هذه الدراسات غير خاضعة للقانون إلى حد كبير. أكثر أنواع اللافقاريات استخدامًا ذبابة الفاكهة الشائعة (Drosophila melanogaster)، وهي، والربداء الرشيقة (Caenorhabditis elegans)، وهي من الديدان الأسطوانية أو النيماتودا (nematode). في حالة C. elegans، يكون جسم الدودة شفافًا تمامًا ويتم التعرف على النسب الدقيقة لجميع خلايا الكائن الحي،  بينما يمكن للدراسات التي أجريت على الذبابة D. melanogaster استخدام مجموعة مذهلة من الأدوات الجينية. تقدم هذه اللافقاريات بعض المزايا على الفقاريات في التجارب على الحيوانات، بما في ذلك دورة حياتها القصيرة والسهولة التي يمكن بها إيواء أعداد كبيرة ودراستها. ومع ذلك، فإن عدم وجود جهاز مناعي تكيفي وبساطة أعضائها تمنع استخدام الديدان في العديد من جوانب البحث الطبي مثل تطوير اللقاحات. وبالمثل، يختلف جهاز المناعة لذبابة الفاكهة اختلافًا كبيرًا عن الجهاز المناعي للإنسان،  ويمكن أن تختلف الأمراض التي تصيب الحشرات عن أمراض الفقاريات. ومع ذلك، يمكن أن يكون ذباب الفاكهة وديدان الشمع مفيدًا في الدراسات لتحديد عوامل الفَوْعة الجديدة أو المركبات النشطة دوائيًا.
تعتبر العديدُ من أنظمة اللافقارياتِ بدائلَ مقبولة للفقاريات في المسوحات المجراة في المراحل المبكرة للاكتشافات. بسبب أوجه التشابه بين الجهاز المناعي الفطري للحشرات والثدييات، يمكن للحشرات أن تحل محل الثدييات في بعض أنواع الدراسات. كانت ذبابة الفاكهة السوداء (Drosophila melanogaster) ودودة الشمع التي هي يرقة عثة الشمع (Galleria mellonella) ذات أهمية خاصة لتحليل سمات الفوعة لمسببات الأمراض الثديية. أثبتت ديدان الشمع والحشرات الأخرى أيضًا أنها مفيدة في تحديد المركبات الصيدلانية ذات التوافر البيولوجي المناسب. يتضمن قرار تبني مثل هذه النماذج عمومًا قبول درجة أقل من التشابه البيولوجي مع الثدييات لتحقيق مكاسب كبيرة في الإنتاجية التجريبية.

### الفقاريات

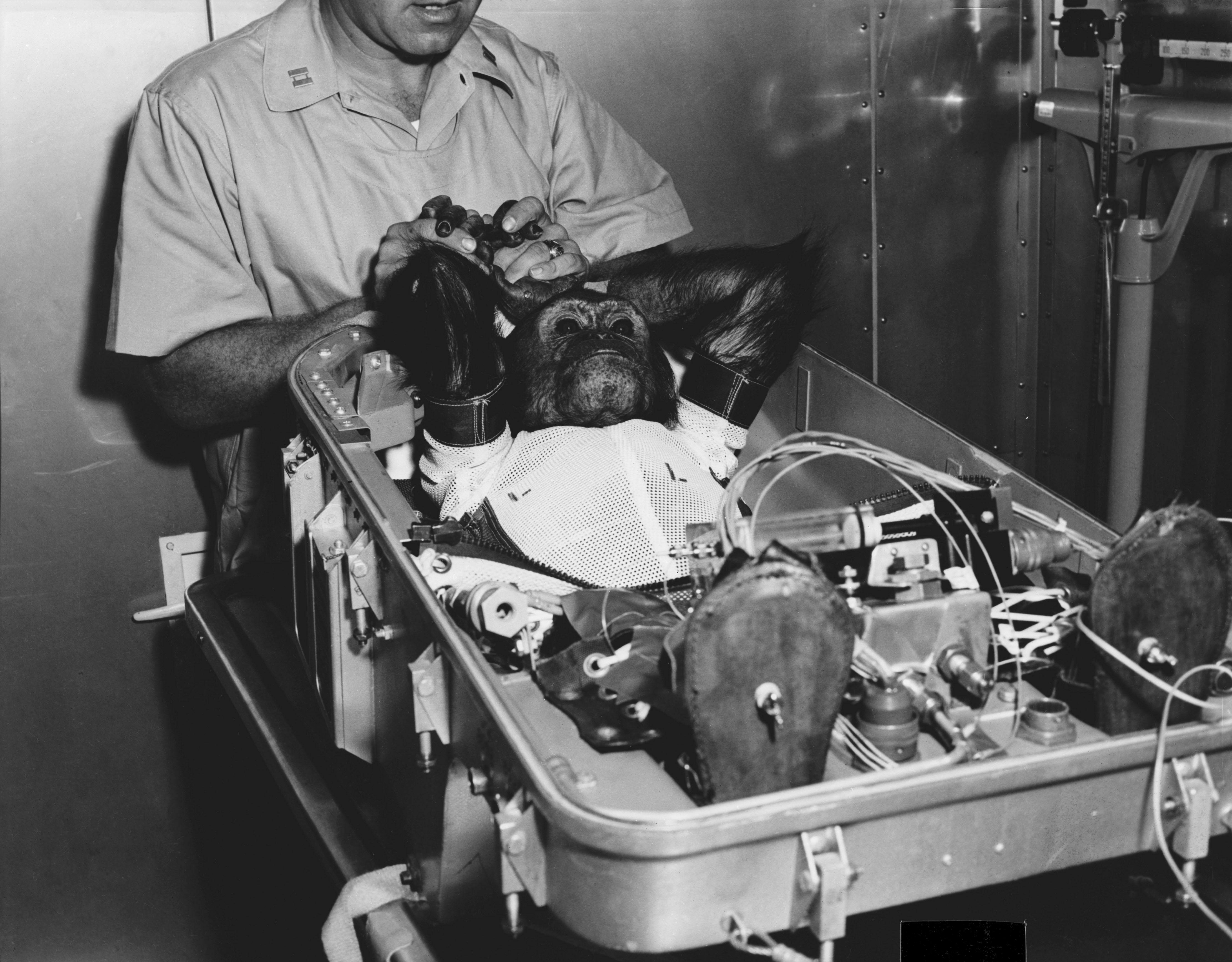
إينوس شمبانزي الفضاء (Enos the space chimp) قبل إدخاله في كبسولة Mercury-Atlas 5 في عام 1961

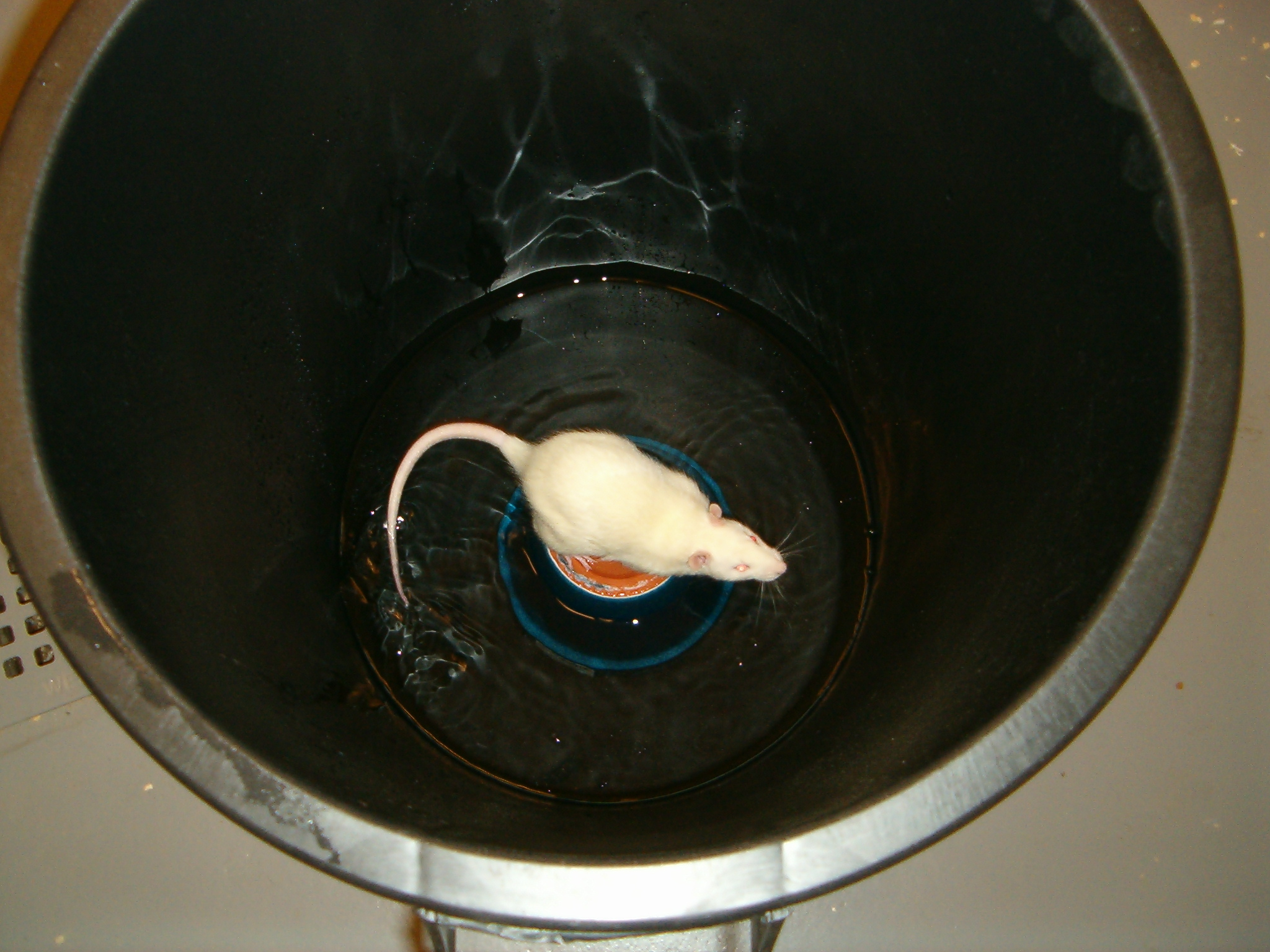
حُرم هذا الجرذ من نومِ حركات العين السريعة (REM) المريحِ، باستخدام تقنية المزهرية. يغمر الماءُ حوالي 1 سم من منصة قاع مزهرية صغيرة حيث يقف الجرذ. في بداية نوم حركة العين السريعة، إما أن يسقط الجرذ في الماء ليتسلق عائدًا إلى الوعاء لتجنب الغرق، أو أن أنفه سيُغرق في الماء لصدمه مرة أخرى إلى حالة الاستيقاظ.

في الولايات المتحدة، يقدر عدد الجرذان والفئران المستخدمة من 11 مليون  إلى ما بين 20 و100 مليون في السنة. القوارض الأخرى شائعة الاستخدام هي خنازير غينيا والهامستر والجربوع. الفئران هي أكثر أنواع الفقاريات استخدامًا نظرًا لحجمها الصغير وتكلفتها المنخفضة وسهولة التعامل معها ومعدل تكاثرها السريع. تعتبر الفئران على نطاق واسع أفضل نموذج للأمراض البشرية الموروثة وتتشارك 95٪ من جيناتها مع البشر. مع ظهور تكنولوجيا الهندسة الوراثية، يمكن إنشاء الفئران المعدلة وراثيًا حسب الطلب ويمكن أن توفر نماذج لمجموعة من الأمراض البشرية. تُستخدم الجرذان أيضًا على نطاق واسع في علم وظائف الأعضاء وعلم السموم وأبحاث السرطان، لكن التلاعب الجيني يكون أصعب بكثير في الجرذان منه في الفئران، مما يحد من استخدام هذه القوارض في العلوم الأساسية. تم استخدام أكثر من 500,000 سمكة و9,000 برمائي في المملكة المتحدة في عام 2016. الأنواع الرئيسية المستخدمة هي أسماك الزرد (Danio rerio) وهي شفافة خلال مرحلتها الجنينية، والضفدع الأفريقي ذو مخالب أو القيطم الإفريقي (Xenopus laevis). تم استخدام أكثر من 20,000 أرنب في التجارب على الحيوانات في المملكة المتحدة في عام 2004. تُستخدم الأرانب البيضاء في اختبارات تهيج العين (اختبار Draize ) لأن الأرانب لديها تدفق دموع أقل من الحيوانات الأخرى، كما أن نقص صبغة العين في ألبينو يجعل من السهل تصور التأثيرات. انخفضت أعداد الأرانب المستخدمة لهذا الغرض بشكل كبير خلال العقدين الماضيين. في عام 1996، تم إجراء 3693 عملية جراحية على الأرانب لتهيج العين في المملكة المتحدة،  وفي عام 2017 كان هذا الرقم 63 فقط. تُستخدم الأرانب أيضًا بشكل متكرر لإنتاج الأجسام المضادة متعددة النسيلة.

#### القطط
يتم استخدام القطط بشكل شائع في الأبحاث العصبية. في عام 2016، تم استخدام 18,898 قط في الولايات المتحدة الأمريكية وحدها،  تم استخدام ثلثها تقريبًا في التجارب التي
قد تسبب «الألم و/ أو الضيق»  على الرغم من أن 0.1 ٪ فقط من تجارب القطط كان يمكن أن تسبب الألم الذي لم يزل عن طريق التخدير / المسكنات. في المملكة المتحدة، تم تنفيذ 198 إجراء فقط على القطط في عام 2017، في حين كان الرقم حوالي 200 في معظم العقد الماضي.

#### الكلاب
تُستخدم الكلاب على نطاق واسع في البحث الطبي والاختبار والتعليم - خاصة البيجل (beagle)، لأنها لطيفة وسهلة المراس، وتسمح بإجراء مقارنات مع البيانات التاريخية من البيجل (تقنية اخنزال Reduction). يتم استخدامها كنماذج للأمراض البشرية والبيطرية في أمراض القلب والغدد الصماء ودراسات العظام والمفاصل، وهي أبحاث تميل إلى أن تكون شديدة البَضْع، وفقًا لجمعية الرفق بالحيوان في الولايات المتحدة (Humane Society of the United States). الاستخدام الأكثر شيوعًا للكلاب هو في تقييم سلامة الأدوية الجديدة  للاستخدام البشري أو البيطري كنوع ثانٍ بعد الاختبار في القوارض، وفقًا للوائح المنصوص عليها في المؤتمر الدولي لتنسيق المتطلبات الفنية لتسجيل المستحضرات الصيدلانية للاستخدام البشري (International Conference on Harmonisation of Technical Requirements for Registration of Pharmaceuticals for Human Use). من أهم التطورات في العلوم الطبية استخدام الكلاب في تطوير الإجابات على الاسئلة المتعلقة بإنتاج الأنسولين في الجسم لمرضى السكر ودور البنكرياس في هذه العملية. ووجدوا أن البنكرياس كان مسؤولاً عن إنتاج الأنسولين في الجسم وأن إزالة البنكرياس أدى إلى تطور مرض السكري في الكلب. بعد إعادة حقن مستخلص البنكرياس (الأنسولين)، انخفضت مستويات الجلوكوز في الدم بشكل ملحوظ. أدت التطورات التي تم إجراؤها في هذا البحث والتي اشتملت على استخدام الكلاب إلى تحسن واضح في نوعية الحياة لكل من البشر والحيوانات.
يُظهر تقرير رعاية الحيوان الصادر عن وزارة الزراعة الأمريكية أنه تم استخدام 60,979 كلبًا في المنشآت المسجلة بوزارة الزراعة الأمريكية في عام 2016. في المملكة المتحدة، وفقًا لوزارة الداخلية البريطانية، كان هناك 3,847 إجراءً على الكلاب في عام 2017. من بين المستخدمين الكبار الآخرين للكلاب في الاتحاد الأوروبي، أجرت ألمانيا 3976 إجراءً على الكلاب في عام 2016  وأجرت فرنسا 4204 إجراءً في عام 2016. في كلتا الحالتين، يمثل هذا أقل من 0.2٪ من إجمالي عدد الإجراءات التي أجريت على الحيوانات في البلدان المعنية.

#### الرئيسيات غير البشرية

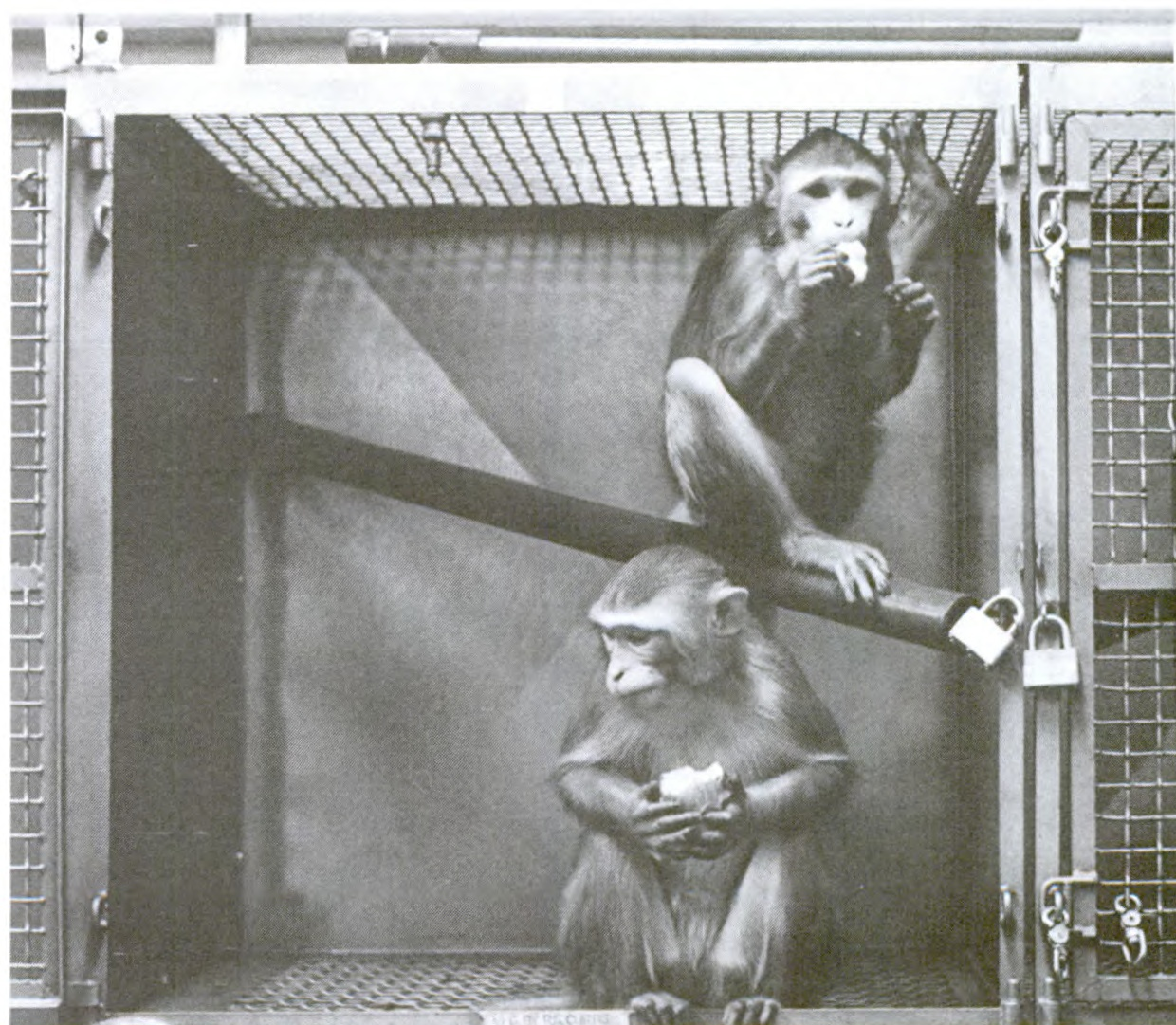

تستخدم الرئيسيات غير البشرية (Non-human primates) (NHPs) في اختبارات السموم، ودراسات الإيدز والتهاب الكبد، ودراسات علم الأعصاب، والسلوك والإدراك، والتكاثر، وعلم الوراثة، وزرع الأعضاء. يتم صيدها في البرية أو تربيتها لغرض معين. في الولايات المتحدة والصين، تتم تربية معظم الرئيسيات محليًا لغرض معين، بينما يتم استيراد الغالبية في أوروبا لغرض تربيتها. أفادت المفوضية الأوروبية أنه في عام 2011، تم اختبار 6,012 قرداً في المختبرات الأوروبية. وفقًا لوزارة الزراعة الأمريكية، كان هناك 71,188 قرداً في المختبرات الأمريكية في عام 2016. تم استيراد 23,465 قردًا إلى الولايات المتحدة في عام 2014 بما في ذلك 929 قردًا تم صيدهم في البرية. تمثل قرود المكاك معظم الرئيسيات غير البشرية المستخدمة في التجارب . ولكن يتم أيضًا استخدام قرد القشة (marmosets) والسعدان العنكبوتي (spider monkeys)والسعدان السنجابي (squirrel monkeys)، كما يتم استخدام قرود البابون (baboons) والشمبانزي (chimpanzees) في الولايات المتحدة. اعتباراً من 2015، هناك ما يقرب من 730 شمبانزي في مختبرات الولايات المتحدة.
في دراسة استقصائية أجريت عام 2003، وجد أن 89٪ من الرئيسيات التي تعيش في مسكن منفرد أظهرت سلوكيات نمطية غير طبيعية (abnormal stereotypyical) مؤذية للذات بما في ذلك السرعة، والتأرجح، وشد الشعر، والعض، بالإضافة لأمور أخرى.
تم إنتاج أول رئيسيات معدلة وراثياً عام 2001، مع تطوير طريقة يمكن أن تُدخل جينات جديدة في المكاك الريسوسي (rhesus macaque). يتم الآن تطبيق هذه التقنية المعدلة وراثيًا في البحث عن علاج للاضطراب الوراثي لمرض هنتنغتون (genetic disorder Huntington's disease). كانت الدراسات الملحوظة على الرئيسيات غير البشرية جزءًا من تطوير لقاح شلل الأطفال، وتطوير التحفيز العميق للدماغ (Deep Brain Stimulation)، ويحدث الاستخدام غير السمي الأهم حاليًا من خلال نموذج الإيدز القردي، SIV . في عام 2008، أثار اقتراح بحظر جميع تجارب الرئيسيات في الاتحاد الأوروبي جدلاً حادًا.

### المصادر

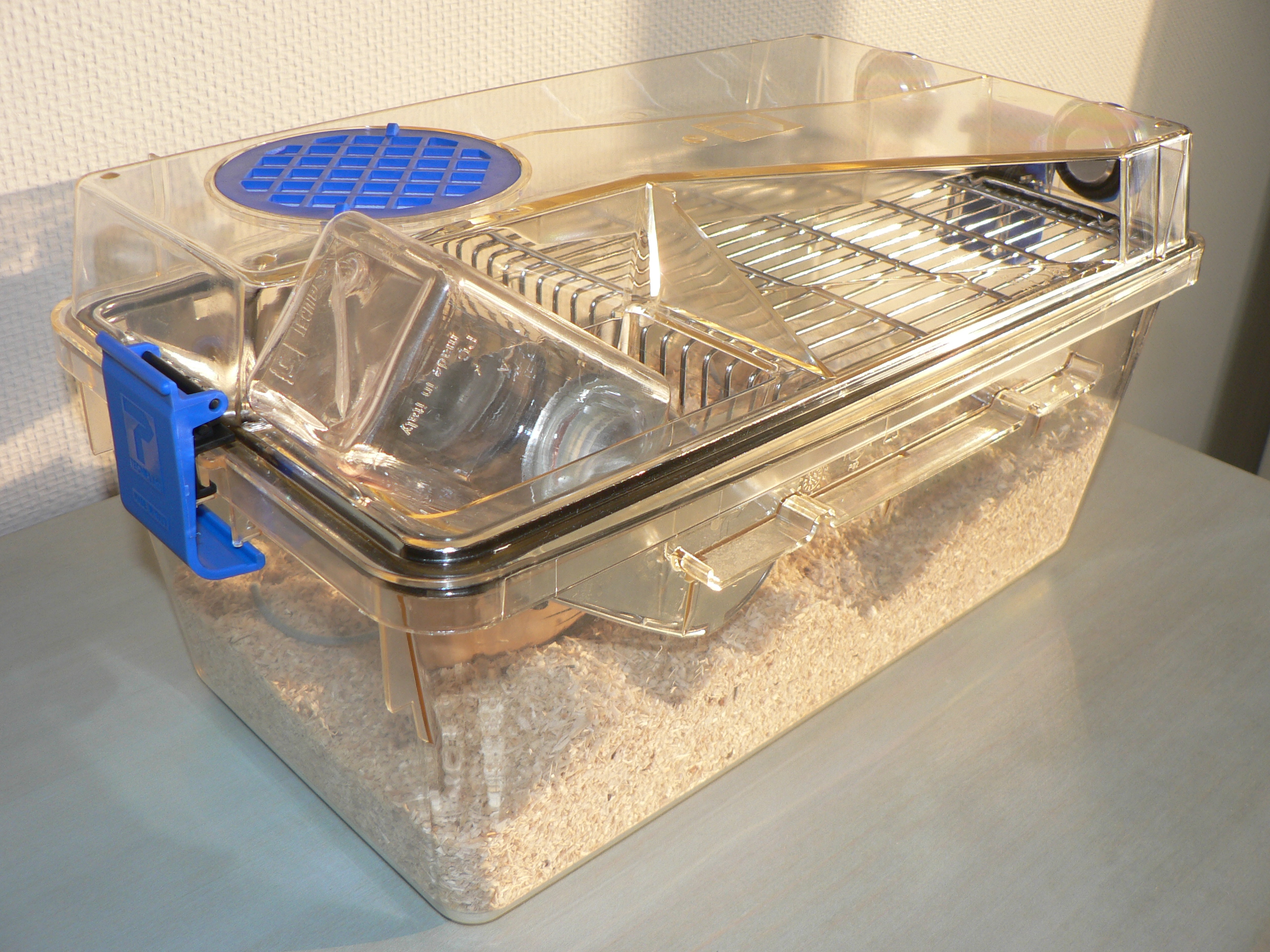
قفص فأر مختبَر. يتم تربية الفئران تجاريًا أو تربيتها في المختبر.

### الألم والمعاناة

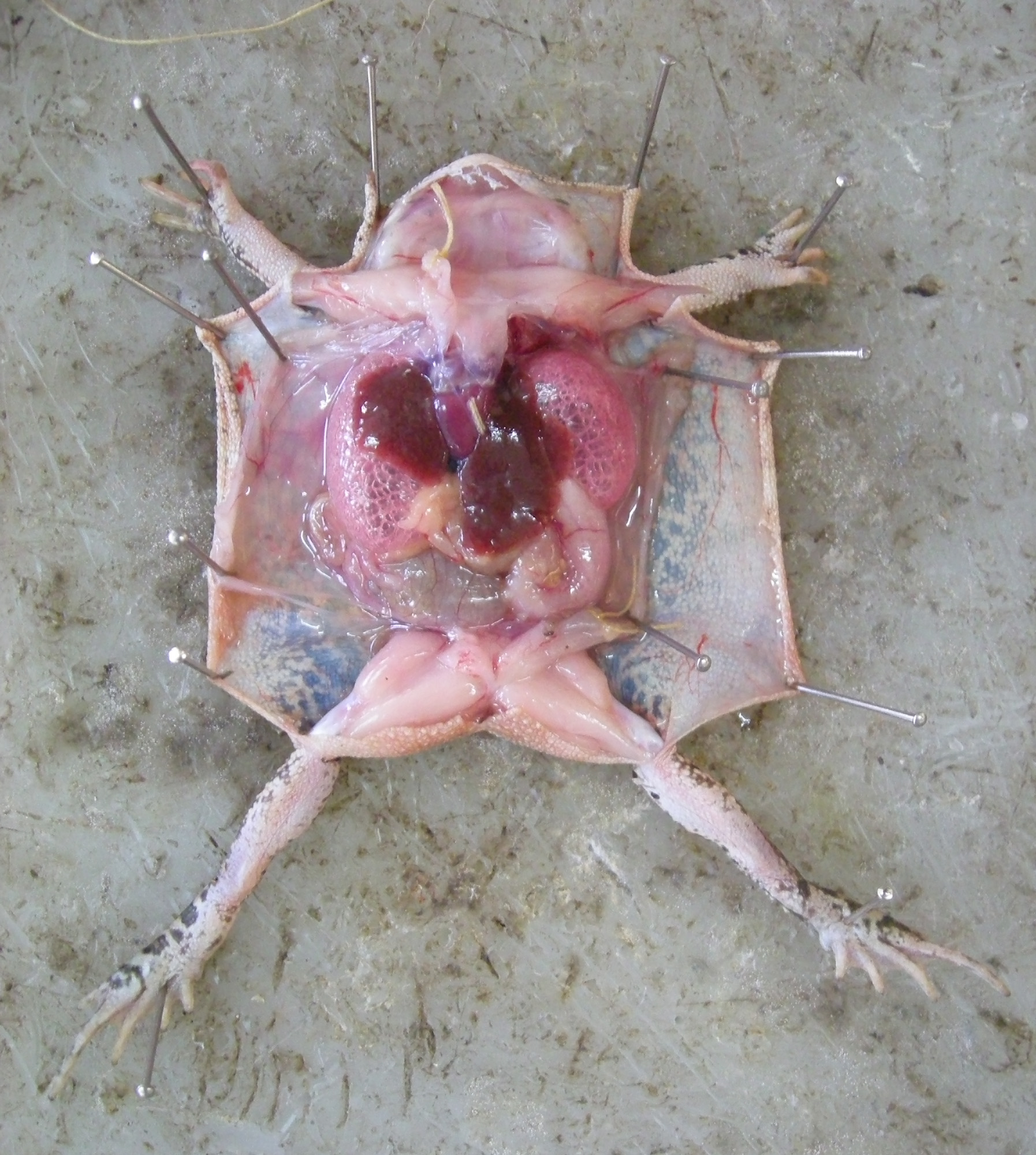
قبل التشريح للأغراض التعليمية، تم إعطاء الكلوروفورم لهذا الضفدع الرملي الشائع لتحريض التخدير والموت.

إن مدى تسبب التجارب على الحيوانات بالألم والمعاناة، وقدرة الحيوانات على مُقاساتها وفهمها، موضوعُ الكثير من الجدل.
وفقًا لوزارة الزراعة الأمريكية، في عام 2016، تم استخدام 501,560 حيوانًا (61 ٪) (لا تشمل الجرذان أو الفئران أو الطيور أو اللافقاريات) في إجراءات لم تتضمن أكثر من الألم أو الكَرْب المؤقت. تم استخدام 247,882 (31 ٪) حيوانًا في الإجراءات التي تم فيها تخفيف الألم أو الكَرْب بالتخدير، بينما تم استخدام 71,370 (9 ٪) في الدراسات التي من شأنها أن تسبب الألم أو الكَرْب الذي لا يمكن تخفيفه.
منذ عام 2014، في المملكة المتحدة، تم تقييم كل إجراء بحثي من حيث الشدة رَجعياً. الفئات الخمس هي «دون العتبة» و«الخفيفة» و«المعتدلة» و«الشديدة» و«غير العكوسة»، والأخيرة هي الإجراءات التي يتم فيها تخدير الحيوان ومن ثم قتله دون استعادة وعيه. في عام 2017، تم تقييم 43٪ (1.61 مليون) على أنها دون العتبة، وتم تقييم 4٪ (0.14 مليون) على أنها غير عكوسة، وتم تقييم 36٪ (1.35 مليون) على أنها خفيفة، وتم تقييم 15٪ (0.55 مليون) على أنها معتدلة و4٪ (0.14 مليون) تم تقييمها على أنها شديدة.
تعود فكرة أن الحيوانات قد لا تشعر بالألم كما يشعر بها البشر إلى الفيلسوف الفرنسي في القرن السابع عشر، رينيه ديكارت، الذي قال بأن الحيوانات لا تقاسي الألم والمعاناة لأنها تفتقر إلى الوعي.كتب برنارد رولين من جامعة ولاية كولورادو، المؤلف الرئيسي لقانونين فيدراليين أمريكيين ينظمان تخفيف آلام الحيوانات ، أن الباحثين ظلوا غير متأكدين حتى الثمانينيات مما إذا كانت الحيوانات تعاني من الألم، وأن الأطباء البيطريين الذين تم تدريبهم في الولايات المتحدة قبل عام 1989 كانوا ببساطة يُدَرّسون تجاهلَ آلام الحيوانات. في تفاعله مع العلماء والأطباء البيطريين الآخرين، طُلب منه بانتظام «إثبات» أن الحيوانات واعية، وتقديم أسس «مقبولة علميًا» للادعاء بأنها تشعر بالألم. كتب كاربوني أن الرأي القائل بأن الحيوانات تشعر بالألم بشكل مختلف أصبح الآن وجهة نظر الأقلية. تعد المراجعات الأكاديمية للموضوع أكثر غموضًا، مع ملاحظة أنه على الرغم من أن الحجة القائلة بأن الحيوانات لديها على الأقل أفكار ومشاعر واعية بسيطة لها دعم قوي ، يواصل بعض النقاد التساؤل عن مدى موثوقية تحديد الحالات العقلية للحيوان. ومع ذلك، يشير بعض خبراء الكلاب إلى أنه في حين أن الذكاء يختلف من حيوان إلى آخر، فإن الكلاب لديها ذكاء يبلغ من العمر عامين إلى عامين ونصف. هذا يدعم فكرة أن الكلاب، على الأقل، لديها شكل من أشكال الوعي. إن قدرة اللافقاريات على الشعور بالألم والمعاناة أقل وضوحًا، ومع ذلك، فإن التشريعات في العديد من البلدان (على سبيل المثال المملكة المتحدة ونيوزيلندا والنرويج ) تحمي بعض أنواع اللافقاريات إذا كانت تُستخدم في التجارب على الحيوانات.
في الولايات المتحدة، يعتبر النص المحدد لتنظيم رعاية الحيوان في التجارب على الحيوانات هو دليل رعاية واستخدام حيوانات المختبر . يحدد هذا الدليلُ المعاييرَ التي تحكم التجارب على الحيوانات في الولايات المتحدة. وينص على أن «القدرة على مقاساة الألم والاستجابة له منتشرة على نطاق واسع في المملكة الحيوانية... الألم عامل ضغط، وإذا لم يتم تخفيفه، يمكن أن يؤدي إلى مستويات غير مقبولة من التوتر والكَرْب لدى الحيوانات». ينص الدليل على أن القدرة على التعرف على أعراض الألم في الأنواع المختلفة أمر هام في تطبيق تخفيف الآلام بكفاءة وأنه من الضروري للأشخاص الذين يعتنون بالحيوانات ويستخدمونها أن يكونوا على دراية كاملة بهذه الأعراض. فيما يتعلق بموضوع المسكنات المستخدمة لتخفيف الألم، ينص الدليل على أن «اختيار أنسب مسكن أو مخدر يجب أن يعكس الحكم المهني على أفضل ما يلبي المتطلبات السريرية والإنسانية دون المساس بالجوانب العلمية لبروتوكول البحث». وفقًا لذلك، فإن جميع قضايا آلام الحيوانات وضيقها، وعلاجها المحتمل بالتسكين والتخدير، هي مسائل تنظيمية مطلوبة في الحصول على موافقة بروتوكول الدراسة المجراة على الحيوان.
في عام 2019، اقترحت كاترين ديفولدر وماتياس إيجل حيوانات أبحاث مُعَدّلة جينياً لإزالة القدرة على الشعور بالألم. ستكون هذه خطوة وسيطة نحو وقف جميع التجارب على الحيوانات في نهاية المطاف واعتماد البدائل . بالإضافة إلى ذلك، لن يمنع هذا حيوانات البحث من التعرض لضرر نفسي.

### القتل الرحيم (Euthanasia)
تتطلب اللوائح أن يستخدم العلماء أقل عدد ممكن من الحيوانات، خاصةً للتجارب النهائية. ومع ذلك، في حين أن صانعي السياسات يعتبرون المعاناة هي القضية المركزية ويرون القتل الرحيم للحيوانات وسيلةً لتقليل المعاناة، يجادل آخرون، مثل RSPCA، بأن حياة حيوانات المختبر لها قيمة جوهرية  تركز اللوائح على ما إذا كانت أساليب معينة تسبب الألم والمعاناة، وليس ما إذا كان موتهم غير مرغوب فيه في حد ذاته. يجرى اقتل الرحيم للحيوانات في نهاية الدراسات لجمع العينات أو فحص ما بعد الذبح؛ ولكن قد يتم أثناء الدراسات إذا كان ألمهم أو معاناتهم يندرجون ضمن تصنيفات معينة تعتبر غير مقبولة، مثل الاكتئاب أو العدوى التي لا تستجيب للعلاج أو فشل الحيوانات الكبيرة في تناول الطعام لمدة خمسة أيام ؛  أو عندما تكون غير مناسبة للتربية أو غير مرغوب فيها لسبب آخر.
يتم اختيار طرق القتل الرحيم لحيوانات المختبر للحث على فقدان الوعي السريع والموت دون ألم أو كَرْب. الطرق المفضلة هي تلك التي نشرتها مجالس الأطباء البيطريين. يمكن جعل الحيوان يستنشق غازًا، مثل أول أكسيد الكربون وثاني أكسيد الكربون، عن طريق وضعه في غرفة، أو باستخدام قناع للوجه، مع أو بدون تركين أو تخدير مسبق. يمكن إعطاء المُرَكّنات أو المُخدّرات مثل الباربيتورات (barbiturates) في الوريد (intravenously)، أو يمكن استخدام المخدرات الاستنشاقية. يمكن غمر البرمائيات والأسماك في ماء يحتوي على مخدر مثل التريكائين (tricaine). يتم استخدام الطرق الفيزيائية أيضًا، مع أو بدون تركين أو تخدير حسب الطريقة. تشمل الطرق الموصى بها قطع الرأس (decapitation/beheading) للقوارض الصغيرة أو الأرانب. يمكن استخدام خلع العنق (Cervical dislocation) (كسر الرقبة أو العمود الفقري) للطيور والفئران والجرذان والأرانب غير الناضجة. النَقْع (maceration) وهو الطحن إلى قطع صغيرة مع الاستعانة بسائل، ويستخدم في صيصان عمرها يوم واحد.  يمكن أن يحافظ تشعيع (irradiation) الدماغ بالميكروويف عالي الكثافة (High-intensity microwave) على أنسجة المخ ويؤدي إلى الموت في أقل من ثانية واحدة، ولكن هذا يُطَبَّق حاليًا على القوارض فقط. يمكن استخدام البراغي الأسيرة، عادة على الكلاب والحيوانات المجترة والخيول والخنازير والأرانب. يسبب الموت من ارتجاج في الدماغ. يمكن استخدام طلقة نارية، ولكن فقط في الحالات التي لا يجوز فيها استخدام الترباس الأسير المخترق. بعض الأساليب الجسدية مقبولة فقط بعد أن يكون الحيوان فاقدًا للوعي. بالكهرباء يمكن أن تستخدم لتربية الماشية والأغنام والخنازير والثعالب، والمنك بعد الحيوانات وعيها، وغالبا عن طريق الصعق الكهربائي. يمكن استخدام البَخْع (Pithing)، وهو إدخال أداة لتخريب قاعدة الدماغ، في الحيوانات فاقدة للوعي بالفعل. التجميد البطيء أو السريع، أو إحداث انصمام هوائي (air embolism) مقبول فقط مع التخدير المسبق لتحريض فقدان الوعي.

## تصنيف الأبحاث

### الأبحاث البحتة
يبحث البحث الأساسي أو البحت في كيفية تصرف الكائنات الحية وتطورها وعملها. يعترض مناهضو التجارب على الحيوانات على أنه قد يكون للبحث غرض عملي ضئيل أو ليس له أي غرض عملي، لكن يحتجّ الباحثون بأنه يشكل الأساس الضروري لتطوير البحث التطبيقي، مما يجعل التمييز بين البحث البحت والبحث التطبيقي - البحث الذي له هدف عملي محدد - غير واضح. تستخدم الأبحاث البحتة أعدادًا أكبر ومجموعة متنوعة من الحيوانات أكثر من الأبحاث التطبيقية. يمثل ذباب الفاكهة والديدان الأسطوانية والفئران والجرذان معًا الغالبية العظمى، على الرغم من استخدام أعداد صغيرة من الأنواع الأخرى، بدءًا من الرخويات البحرية (sea slugs) وحتى المدرع. تتضمن أمثلة أنواع الحيوانات والتجارب المستخدمة في البحث الأساسي ما يلي:
- دراسات عن التطور الجنيني وعلم الأحياء النمائي. يتم إنشاء المسوخ عن طريق إضافة الينقولات أو الجينات القافزة (transposons) إلى جينوماتها، أو يتم حذف جينات معينة عن طريق استهداف الجينات.[148][149] من خلال دراسة التغييرات في التطور التي تنتجها هذه التغييرات، يهدف العلماء إلى فهم كل من كيفية تطور الكائنات الحية بشكل طبيعي، وما يمكن أن يَشُذَّ في هذه العملية. هذه الدراسات قوية بشكل خاص لأن الضوابط الأساسية للتطور، مثل جينات homeobox، لها وظائف مماثلة في الكائنات الحية المتنوعة مثل ذباب الفاكهة والإنسان.[150][151]
- تجارب في السلوك، لفهم كيفية تحديد الكائنات الحية لبعضها وتفاعلها مع بعضها البعض ومع بيئتها، حيث يتم استخدام ذباب الفاكهة والديدان والفئران والجرذان على نطاق واسع.[152][153] غالبًا ما تستخدم دراسات وظائف المخ، مثل الذاكرة والسلوك الاجتماعي، الجرذان والطيور.[154][155] بالنسبة لبعض الأنواع، يتم الجمع بين البحث السلوكي واستراتيجيات الإثراء السلوكي (behavioral enrichment) للحيوانات المأسورة لأنها تتيح لها الانخراط في مجموعة واسعة من الأنشطة.[156]
- تجارب تربية الحيوانات لدراسة علم الوراثة. والفئران المختبرية، والذباب، والأسماك، والديدان الفطرية من خلال أجيال عديدة لانتاج سلالات ذات خصائص محددة.[157] توفر هذه الحيوانات خلفية وراثية معروفة، وهي أداة مهمة للتحليلات الجينية. نادرًا ما يتم تربية الثدييات الأكبر حجمًا خصيصًا لمثل هذه الدراسات نظرًا لبطء معدل تكاثرها، على الرغم من أن بعض العلماء يستفيدون من الحيوانات الأليفة المستأنسة، مثل سلالات الكلاب أو الماشية، لأغراض المقارنة. يستخدم العلماء الذين يدرسون كيفية تكيف الحيوانات العديد من الأنواع الحيوانية ليروا كيف أن الاختلافات في مكان وكيفية حياة الكائن الحي (مكانه المناسب niche) تنتج تكيفات في علم وظائف الأعضاء وتشكلها. على سبيل المثال، تُستخدم الآن فصيلة أبو شوكة لدراسة عدد وأنواع الطفرات التي تتم لإحداث تكيفات في مورفولوجيا الحيوانات أثناء تطور الأنواع الجديدة.[158][159]

### الأبحاث التطبيقية
يهدف البحث التطبيقي إلى حل مشاكل محددة وعملية. قد تتضمن هذه استخدام نماذج حيوانية (animal models) للأمراض أو الحالات، والتي غالبًا ما يتم اكتشافها أو إنتاجها بواسطة برامج البحث البحتة. في المقابل، قد تكون هذه الدراسات التطبيقية مرحلة مبكرة في عملية اكتشاف الدواء (drug discovery). تشمل الأمثلة:
- التعديل الوراثي للحيوانات لدراسة المرض. تحتوي الحيوانات المعدلة وراثيًا على جينات معينة يتم إدخالها أو تعديلها أو إزالتها لتقليد حالات معينة مثل اضطرابات الجين المفرد، مثل مرض هنتنغتون.[160] نماذج أخرى تحاكي الأمراض المعقدة متعددة العوامل ذات المكونات الجينية، مثل مرض السكري، [161] أو حتى الفئران المعدلة وراثيًا التي تحمل نفس الطفرات التي تحدث أثناء تطور السرطان.[162] تسمح هذه النماذج بإجراء أبحاث حول كيفية وسبب تطور المرض، بالإضافة إلى توفير طرق لتطوير واختبار علاجات جديدة.[163] الغالبية العظمى من هذه النماذج المعدلة وراثيًا للأمراض البشرية هي سلالات من الفئران، وهي أنواع الثدييات التي يكون فيها التعديل الوراثي أكثر كفاءة.[96] كما يتم استخدام أعداد أصغر من الحيوانات الأخرى، بما في ذلك الفئران والخنازير والأغنام والأسماك والطيور والبرمائيات.[124]
- دراسات على نماذج لأمراض أو حالات حدثت بشكل طبيعي دون تعديل جيني. لدى بعض الحيوانات الداجنة والبرية ميلٌ طبيعي أو استعداد لظروف معينة توجد أيضًا في البشر. تُستخدم القطط كنموذج لتطوير لقاحات فيروس نقص المناعة ودراسة اللوكيميا بسبب استعدادها الطبيعي للإصابة بفيروس نقص المناعة السِّنَّوْريّ (Feline immunodeficiency virus) (FIV) وفيروس اللوكيميا السنورية (Feline leukemia virus).[164][165] سلالات معينة من الكلاب تعاني من السَّبَخ مما يجعلها النموذج الرئيسي المستخدم لدراسة الحالة البشرية. يعتبر المدرع والبشر من بين عدد قليل من أنواع الحيوانات التي تعاني بشكل طبيعي من الجُذام. نظرًا لأن البكتيريا المسؤولة عن هذا المرض لا يمكن أن تنمو في المزرعة، فإن المدرع هو المصدر الأساسي للعصيات المستخدمة في لقاحات الجذام.[147]
- دراسات على النماذج الحيوانية التي يتم تحريض الأمراض البشرية فيها. هنا، تتم معالجة الحيوان بحيث يصاب بأمراض وأعراض تشبه مرض الإنسان. تشمل الأمثلة تقييد تدفق الدم إلى الدماغ للحث على السكتة الدماغية، أو إعطاء السموم العصبية التي تسبب ضررًا مشابهًا لما يحدث في مرض باركنسون.[166] يتم إهدار الكثير من الأبحاث التي أجريت على الحيوانات في العلاجات المحتملة للإنسان بسبب سوء إجرائها وعدم تقييمها من خلال المراجعات المنهجية.[167] على سبيل المثال، على الرغم من أن مثل هذه النماذج تُستخدم الآن على نطاق واسع لدراسة مرض باركنسون، فإن مجموعة المصالح البريطانية لمكافحة تشريح الأحياء (British anti-vivisection interest group) BUAV تجادل بأن هذه النماذج تشبه أعراض المرض بشكل سطحي فقط، دون نفس الدورة الزمنية أو الإمراضية الخلوية.[168] على النقيض من ذلك، فإن العلماء الذين يقيمون فائدة النماذج الحيوانية لمرض باركنسون، وكذلك جمعية الأبحاث الطبية الخيرية The Parkinson's Appeal، ذكروا أن هذه النماذج كانت لا تقدر بثمن وأنها أدت إلى تحسين العلاجات الجراحية مثل شق الشفة، والعلاجات الدوائية الجديدة مثل ليفودوبا، وبعد ذلك التحفيز العميق للدماغ.[108][166][169]
- تضمنت الاختبارات على الحيوانات أيضًا استخدام اختبار الدواء الوهمي. في هذه الحالات، يتم التعامل مع الحيوانات بمادة لا تنتج أي تأثير دوائي، ولكن يتم إعطاؤها من أجل تحديد أي تغييرات بيولوجية ناتجة عن تجربة مادة يتم تناولها، ويتم مقارنة النتائج مع تلك التي تم الحصول عليها بمركب نشط.

### زرع الأعضاء
تشمل أبحاث زرع الأعضاء نقل الأنسجة أو الأعضاء من نوع إلى آخر، باعتبارها وسيلة للتغلب على النقص في الاعضاء البشرية لاستخدامها في زراعة الأعضاء. تتضمن الأبحاث الحالية استخدام الرئيسيات كمتلقي لأعضاء من الخنازير التي تم تعديلها وراثيًا لتقليل الاستجابة المناعية للقرود ضد أنسجة الخنازير. على الرغم من أن رفض الزرع لا يزال يمثل مشكلة ، إلا أن التجارب السريرية الحديثة التي تضمنت زرع خلايا تفرز الأنسولين في الخنازير لمرضى السكر قللت من حاجة هؤلاء الأشخاص إلى الأنسولين.
أظهرت الوثائق التي تم إصدارها لوسائل الإعلام من قبل منظمة حقوق الحيوان Uncaged Campaigns أنه بين عامي 1994 و2000، استُوْرِدت قرود البابون البرية إلى المملكة المتحدة من إفريقيا من قبل شركة Imutran Ltd، وهي شركة تابعة لشركة Novartis Pharma AG، بالاشتراك مع جامعة كامبريدج وHuntingdon Life Sciences، لاستخدامها في التجارب التي تضمنت تطعيم أنسجة الخنازير، عانت من إصابات خطيرة وأحيانًا مميتة. حدثت فضيحة عندما تم الكشف عن اتصال الشركة بالحكومة البريطانية في محاولة لتجنب اللوائح.

### اختبار السموم
يتم إجراء اختبار السموم (Toxicology testing)، المعروف أيضًا باسم اختبار السلامة (safety testing)، بواسطة شركات الأدوية التي تختبر الأدوية، أو عن طريق مرافق اختبار الحيوانات المتعاقد عليها، مثل Huntingdon Life Sciences، نيابة عن مجموعة واسعة من العملاء. وفقًا لأرقام الاتحاد الأوروبي لعام 2005، يتم استخدام حوالي مليون حيوان سنويًا في أوروبا في اختبارات السموم. والتي تمثل حوالي 10٪ من إجمالي الإجراءات. وفقًا لـ Nature، يتم استخدام 5000 حيوان لكل مادة كيميائية يتم اختبارها، مع الحاجة إلى 12000 لاختبار المبيدات. تُجرى الاختبارات بدون تخدير، لأن التفاعلات بين الأدوية يمكن أن تؤثر على كيفية إزالة الحيوانات للسموم الكيميائية، وقد تتداخل مع النتائج.
تُستخدم اختبارات السموم لفحص المنتجات النهائية مثل المبيدات الحشرية والأدوية والمضافات الغذائية ومواد التعبئة ومعطر الهواء أو مكوناتها الكيميائية. تتضمن معظم الاختبارات اختبار المكونات بدلاً من المنتجات النهائية، ولكن وفقًا لـ BUAV، يعتقد المصنعون أن هذه الاختبارات تبالغ في تقدير الآثار السامة للمواد ؛ لذلك يكررون الاختبارات باستخدام منتجاتهم النهائية للحصول على توصيف تجاري أقل سمية.
يمكن تطبيق المواد على الحيوان من خلال وضعها على الجلد أو تقطيرها في العينين ؛ أو الحقن في الوريد أو العضل أو تحت الجلد؛ أو الاستنشاق إما بوضع قناع على الحيوانات وتقييدها، أو بوضعها في غرفة الاستنشاق ؛ أو عن طريق الفم، من خلال أنبوب في المعدة، أو ببساطة في طعام الحيوان. يمكن إعطاء الجرعات مرة واحدة أو تكرارها بانتظام لعدة أشهر أو طوال عمر الحيوان.
توجد عدة أنواع مختلفة من اختبارات السمية الحادة. ويُستخدم اختبار LD50
(«الجرعة المميتة 50٪») ("Lethal Dose 50%") لتقييم سمية المادة عن طريق تحديد الجرعة اللازمة لقتل 50٪ من جمهرة الحيوانات المدروسة. تمت إزالة هذا الاختبار من الإرشادات الدولية لمنظمة التعاون الاقتصادي والتنمية في عام 2002، واستبدلت بأساليب مثل إجراء الجرعة الثابتة (fixed dose procedure)، والتي تستخدم عددًا أقل من الحيوانات وتسبب معاناة أقل. كتب أبوت أنه اعتبارًا من عام 2005، «اختبار السمية الحادة LD50 ... لا يزال يمثل ثلث جميع اختبارات [السمية] الحيوانية في جميع أنحاء العالم».
يمكن قياس التهيج باستخدام اختبار درايز (Draize test)، حيث يتم تطبيق مادة الاختبار على عيون أو جلد حيوان، وعادة ما يكون أرنب ألبينو (albino rabbit). بالنسبة لاختبار درايز للعين، يتضمن الاختبار مراقبة آثار المادة على فترات، وتصنيف أي ضرر أو تهيج، ولكن يجب إيقاف الاختبار وقتل الحيوان إذا أظهر «علامات مستمرة للألم الشديد أو الكَرْب». كتبت جمعية الرفق بالحيوان في الولايات المتحدة أن الإجراء يمكن أن يسبب الاحمرار أو التقرح أو النزيف أو تغيم الرؤية أو حتى العمى. تم انتقاد هذا الاختبار أيضًا من قبل العلماء لكونه قاسيًا وغير دقيق وذاتيًا ومفرط الحساسية وفاشلًا في عكس التعرض البشري في العالم الحقيقي. على الرغم من عدم وجود بدائل مقبولة في المختبر، إلا أن شكلًا معدلًا من اختبار Draize يسمى اختبار العين منخفض الحجم قد يقلل المعاناة ويوفر نتائج أكثر واقعية وقد تم اعتماد هذا كمعيار جديد في سبتمبر 2009. ومع ذلك، سيظل اختبار Draize مستخدمًا للمواد غير المهيجة بشدة.
أكثر الاختبارات صرامة محجوزة للأدوية والمواد الغذائية. بالنسبة لهذه الاختبارات، يتم إجراء عدد من الاختبارات، تدوم أقل من شهر (حاد)، من شهر إلى ثلاثة أشهر (دون المزمنة)، وأكثر من ثلاثة أشهر (مزمنة) لاختبار السمية العامة (تلف الأعضاء)، وتهيج العين والجلد (eye and skin irritancy)، والطفرات (mutagenicity)، والسرطنة (carcinogenicity)، والمسخ (teratogenicity)، والمشاكل الإنجابية (reproductive problems). تبلغ تكلفة المجموعة الكاملة للاختبارات عدة ملايين من الدولارات لكل مادة وقد يستغرق إكمالها ثلاث أو أربع سنوات.
توفر اختبارات السمية هذه، على حد تعبير تقرير الأكاديمية الوطنية للعلوم بالولايات المتحدة لعام 2006، «معلومات مهمة لتقييم المخاطر ومسبباتها المحتملة». قد تبالغ الاختبارات التي أجريت على الحيوانات في تقدير المخاطر، مع كون النتائج الإيجابية الكاذبة (false positive) مشكلة معينة ، ولكن لا يبدو أن الإيجابيات الكاذبة شائعة بشكل غير معقول. ينشأ التباين في النتائج من استخدام تأثيرات الجرعات العالية من المواد الكيميائية في أعداد صغيرة من حيوانات المختبر لمحاولة التنبؤ بآثار الجرعات المنخفضة في أعداد كبيرة من البشر. على الرغم من وجود العلاقات، إلا أن الرأي منقسم حول كيفية استخدام البيانات الخاصة بنوع واحد للتنبؤ بمستوى الخطر الدقيق في نوع آخر.
يواجه العلماء ضغوطًا متزايدة للابتعاد عن استخدام اختبارات السمية الحيوانية التقليدية لتحديد ما إذا كانت المواد الكيميائية المُصَنَّعة آمنة. من بين الأساليب المتنوعة لتقييم السمية، تلك التي جذبت اهتمامات متزايدة هي طرق الاستشعار المعتمدة على الخلايا في المختبر (in-vitro cells)، وذلك باستخدام تقنيات التألق.

### اختبار مستحضرات التجميل
اختبار مستحضرات التجميل على الحيوانات مثير للجدل بشكل خاص. مثل هذه الاختبارات، التي لا تزال تُجرى في الولايات المتحدة، تتضمن السمية العامة، وتهيج العين والجلد، والسمية الضوئية (phototoxicity) (السمية الناتجة عن الأشعة فوق البنفسجية) وإمكانية توليد الطفرات الجينية (mutagenicity).
اختبار مستحضرات التجميل على الحيوانات محظور في الهند، والاتحاد الأوروبي،  والنرويج  بينما تدرس التشريعات في الولايات المتحدة والبرازيل حاليًا حظرًا مماثلًا. في عام 2002، بعد 13 عامًا من المناقشة، وافق الاتحاد الأوروبي على فرض حظر شبه كامل على بيع مستحضرات التجميل التي تم اختبارها على الحيوانات بحلول عام 2009، وحظر جميع التجارب على الحيوانات المتعلقة بمستحضرات التجميل. احتجت فرنسا، التي تضم أكبر شركة مستحضرات تجميل في العالم، لوريال، على الحظر المقترح من خلال رفع قضية في محكمة العدل الأوروبية في لوكسمبورغ، مطالبة بإلغاء الحظر. كما يعارضُ الحظرَ الاتحادُ الأوروبيُّ لمكوناتِ مستحضرات التجميل، الذي يمثل 70 شركة في سويسرا وبلجيكا وفرنسا وألمانيا وإيطاليا. في أكتوبر 2014، أصدرت الهند قوانين أكثر صرامة تحظر أيضًا استيراد أي منتجات تجميل يتم اختبارها على الحيوانات.

### اختبار الأدوية
قبل أوائل القرن العشرين، كانت القوانين المنظمة للعقاقير متساهلة. في الوقت الحالي، تخضع جميع الأدوية الجديدة لاختبارات صارمة على الحيوانات قبل ترخيصها للاستخدام البشري. تشمل الاختبارات على المنتجات الصيدلانية:
- الاختبارات الاستقلابية، واستقصاء الحرائك الدوائية - كيف يتم امتصاص الأدوية واستقلابها وإخراجها من الجسم عند إدخالها عن طريق الفم، أو الوريد، أو داخل الصفاق، أو العضل، أو عبر الجلد.
- اختبارات السموم، والتي تقيس السمية الحادة وتحت الحادة والمزمنة. تتم دراسة السمية الحادة باستخدام جرعة متزايدة حتى تظهر علامات السمية. تشترط التشريعات الأوروبية الحالية أن «اختبارات السمية الحادة يجب أن تجرى في نوعين أو أكثر من أنواع الثدييات» التي تغطي «على الأقل طريقين مختلفين للإعطاء».[202] في السمية تحت الحادة يتم إعطاء الدواء للحيوانات لمدة أربعة إلى ستة أسابيع بجرعات أقل من المستوى الذي يحدث فيه التسمم السريع، من أجل اكتشاف ما إذا كانت أي مستقلبات دوائية سامة تتراكم بمرور الوقت. يمكن أن يستمر اختبار السمية المزمنة لمدة تصل إلى عامين، وفي الاتحاد الأوروبي، يلزم إشراك نوعين من الثدييات، يجب أن يكون أحدهما غير قارض.[203]
- دراسات الفعالية، والتي تختبر ما إذا كانت الأدوية التجريبية تعمل، وذلك عن طريق إحداث المرض المناسب في الحيوانات. ثم يتم إعطاء الدواء في تجربة مزدوجة التعمية مضبوطة، مما يسمح للباحثين بتحديد تأثير الدواء ومنحنى الاستجابة للجرعة.
- يمكن أن يشترط القانون إجراء اختبارات محددة على الوظيفة الإنجابية أو السمية الجنينية أو إمكانية التسبب في الإصابة بالسرطان، اعتمادًا على نتيجة الدراسات الأخرى ونوع الدواء الذي يتم اختباره.

### التعليم
تشير التقديرات إلى أنه يتم استخدام 20 مليون حيوان سنويًا للأغراض التعليمية في الولايات المتحدة بما في ذلك، تمارين المراقبة الصفية والتشريح وجراحات الحيوانات الحية. يشيع استخدام الضفادع والخنازير الجنينية والجثم والقطط وديدان الأرض والجنادب وجراد البحر ونجم البحر في التشريح في الفصل الدراسي. تُستخدم بدائل استخدام الحيوانات في تشريح الفصول الدراسية على نطاق واسع، حيث تفرض العديد من الولايات الأمريكية والمناطق التعليمية على الطلاب خيار عدم التشريح. حظرت الهند التشريح في عام 2014 نظراً للتوافر الواسع للبدائل وتهديد أنواع الضفادع المحلية.
يستضيف معهد Sonoran Arthropod مؤتمرًا سنويًا لمناقشة استخدام اللافقاريات في التعليم. هناك أيضًا جهود في العديد من البلدان لإيجاد بدائل لاستخدام الحيوانات في التعليم. تسرد قاعدة بيانات NORINA، التي تحتفظ بها شركة Norecopa، المنتجات التي يمكن استخدامها كبدائل أو مكملات لاستخدام الحيوانات في التعليم، وفي تدريب الأفراد الذين يعملون مع الحيوانات. وتشمل هذه بدائلَ للتشريح في المدارس. لدى انترنيش (InterNICHE) قاعدة بيانات مماثلة ونظام قروض.

### الدفاع
يستخدم الجيش الحيوانات لتطوير أسلحة ولقاحات وتقنيات جراحية في ساحة المعركة وملابس دفاعية. على سبيل المثال، في عام 2008، استخدمت وكالة مشاريع الأبحاث الدفاعية المتقدمة في الولايات المتحدة الخنازير الحية لدراسة آثار تفجيرات الأجهزة المتفجرة المرتجلة على الأعضاء الداخلية، وخاصة الدماغ.
في الجيش الأمريكي، تُستخدم الماعز بشكل شائع لتدريب الأطباء القتاليين. (أصبحت الماعز من أهم أنواع الحيوانات المستخدمة لهذا الغرض بعد أن توقف البنتاغون عن استخدام الكلاب للتدريب الطبي في الثمانينيات.) في حين أن العارضات الحديثة المستخدمة في التدريب الطبي فعالة جدًا في محاكاة سلوك جسم الإنسان، يشعر بعض المتدربين أن «تمرين الماعز يوفر إحساسًا بالإلحاح لا يمكن أن توفره إلا الصدمات الواقعية». ومع ذلك، في عام 2014، أعلن خفر السواحل الأمريكي أنه سيقلل عدد الحيوانات التي يستخدمها في تدريباته بمقدار النصف بعد أن أصدرت PETA مقطع فيديو يظهر أعضاء الحرس يقطعون أطراف ماعز فاقد للوعي بقِطَع الأشجار وإلحاق إصابات أخرى ببندقية ومسدس وفأس ومشرط. في نفس العام، نقلاً عن توافر أجهزة محاكاة بشرية وبدائل أخرى، أعلنت وزارة الدفاع أنها ستبدأ في تقليل عدد الحيوانات التي تستخدمها في برامج التدريب المختلفة. في عام 2013، توقفت العديد من المراكز الطبية التابعة للبحرية عن استخدام القوارض في تمارين التنبيب بعد شكاوى من PETA .
إلى جانب الولايات المتحدة، تستخدم ستة دول من أصل 28 دولة في الناتو، بما في ذلك بولندا والدنمارك، الحيوانات الحية للتدريب الطبي القتالي.

## الأخلاقيات

### وجهات النظر

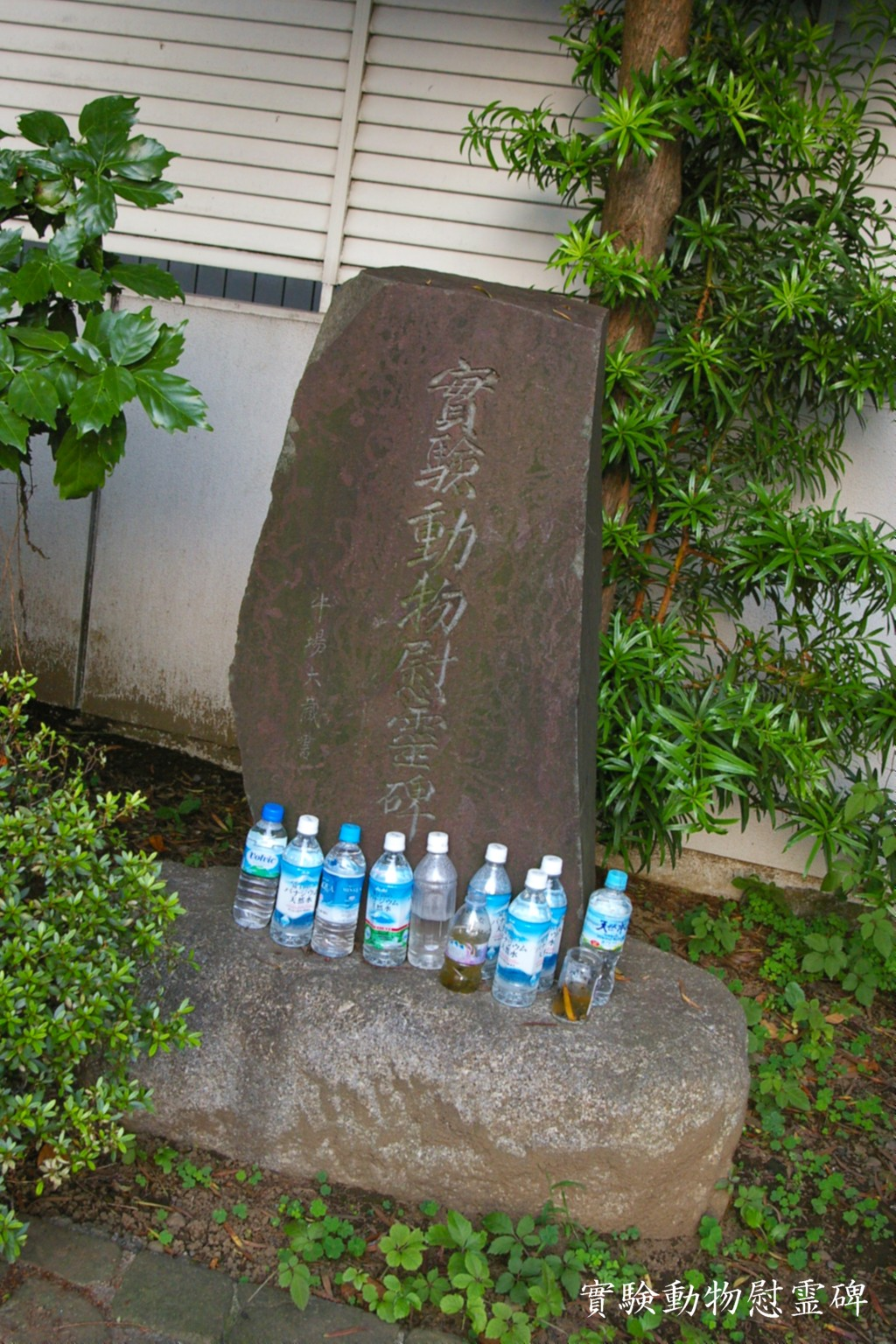
نصب تذكاري للحيوانات المستخدمة في الاختبار في جامعة كيو باليابان.

تخضع الأسئلة الخُلُقية والأخلاقية التي تطرحها التجاربُ على الحيوانات للنقاش، وقد تغيرت وجهات النظر بشكل كبير خلال القرن العشرين. لا تزال هناك خلافات حول أي الإجراءات المفيدة لأي غرض، وكذلك الخلافات حول أي المبادئ الأخلاقية تنطبق على أي الأنواع. وجد استطلاع أجرته مؤسسة غالوب عام 2015 أن 67٪ من الأمريكيين «قلقون جدًا» أو «قلقون إلى حد ما» بشأن الحيوانات المستخدمة في البحث. وجد استطلاع للرأي أجري في نفس العام أن 50٪ من الأمريكيين البالغين يعارضون استخدام الحيوانات في البحث.
لا يزال، توجد مجموعة واسعة من وجهات النظر. إن الرأي القائل بأن الحيوانات لها حقوق أخلاقية (حقوق الحيوان) هو موقف فلسفي اقترحه توم ريجان، من بين آخرين، حيث يرى بأن الحيوانات كائنات لها معتقدات ورغبات، وبالتالي فهي «رعايا الحياة» ولها قيمة الأخلاقية، وبالتالي حقوق أخلاقية. لا يزال ريجان يرى اختلافات أخلاقية بين قتل الحيوانات البشرية وغير البشرية، ويرى بأنه لإنقاذ الأول، يجوز قتل الأخير. وبالمثل، تشير وجهة نظر «المعضلة الأخلاقية» إلى أن تجنب الفوائد المحتملة للإنسان أمر غير مقبول على أسس مماثلة، وتعتبر هذه القضية معضلة في الموازنة بين هذا الضرر الذي يلحق بالبشر والضرر الذي يلحق بالحيوانات أثناء البحث. في المقابل، ترى وجهة نظر مؤيدة لإلغاء الرق في حقوق الحيوان (abolitionist view in animal rights) أنه لا يوجد مبرر أخلاقي لأي بحث ضار على الحيوانات لا يخدم مصلحة الحيوان المفرد. يرى برنارد رولين بأن الفوائد التي تعود على البشر لا يمكن أن تفوق معاناة الحيوانات، وأنه ليس للبشر حق أخلاقي في استخدام حيوان بطرق لا تفيد ذلك الفرد. صرح دونالد واتسون أن تشريح الحيوانات الحية والتجارب على الحيوانات «ربما تكون الأكثر قسوة من بين جميع هجمات البشر على بقية المخلوقات.»  موقف بارز آخر هو موقف الفيلسوف بيتر سنجر، الذي يرى بأنه لا توجد أسباب لإدراج أنواع الكائن في الاعتبارات فيما إذا كانت معاناتهم مهمة في الاعتبارات الأخلاقية النفعية. يرى مالكولم ماكلويد ومساعدوه بأن معظم الدراسات المظبوطة (controlled) التي أجريت على الحيوانات، لا تستخدم العَشْوَأة (randomization) وإخفاء التخصيص (allocation concealment) وتقييم النتائج المُعَمَّى، وأن الفشل في استخدام هذه الميزات يبالغ في الفائدة الواضحة للأدوية المختبرة على الحيوانات، مما يؤدي إلى الفشل في ترجمة الكثير من الأبحاث على الحيوانات إلى منفعة بشرية.
استجابت حكومات مثل هولندا ونيوزيلندا لمخاوف الجمهور من خلال حظر التجارب الباضعة على فئات معينة من الرئيسيات غير البشرية، وخاصة القردة العليا. في عام 2015، تمت إضافة الشمبانزي الأسير في الولايات المتحدة إلى قانون الأنواع المهددة بالانقراض (Endangered Species Act)، مما أضاف عقبات جديدة في طريق أولئك الذين يرغبون في إجراء التجارب عليها. وبالمثل، نظراً للاعتبارات الأخلاقية وتوافر طرق بحث بديلة، أعلنت منظمة المعاهد الوطنية للصحة بالولايات المتحدة في عام 2013 أنها ستقلل بشكل كبير التجارب على الشمبانزي وتتخلص منها في النهاية.
طلبت الحكومة البريطانية أن يتم الموازنة بين تكلفة الحيوانات في التجربة مقابل اكتساب المعرفة. قامت بعض الكليات والوكالات الطبية في الصين واليابان وكوريا الجنوبية ببناء نصب تذكارية للحيوانات المقتولة.، هناك أيضًا مراسم تذكارية سنوية في اليابان (Ireisai慰 霊 祭) للحيوانات التي يتم التضحية بها في كلية الطب. لفتت حالات محددة مختلفة من التجارب على الحيوانات الانتباه، بما في ذلك حالات البحث العلمي المفيدة، وحالات الانتهاكات الأخلاقية المزعومة من قبل أولئك الذين يجرون الاختبارات. تم تحديد الخصائص الأساسية لفيزيولوجيا العضلات من خلال العمل المنجز باستخدام عضلات الضفادع (بما في ذلك آلية توليد القوة لكل العضلات ، والعلاقة بين الشد والطول،  ومنحنى القوة والسرعة )، وما تزال الضفادع الكائن الحي المفضل بسبب بقاء العضلات لفترة طويلة في المختبر وإمكانية عزل مُحَضَّرات أحادية الألياف (single-fiber preparations) سليمة (غير ممكن في الكائنات الحية الأخرى). يعتمد العلاج الطبيعي الحديث وفهم الاضطرابات العضلية وعلاجها على هذا العمل والعمل اللاحق في الفئران (غالبًا ما يتم هندسته للتعبير عن حالات المرض مثل ضمور العضلات). في فبراير 1997، أعلن فريق في معهد روزلين في اسكتلندا عن ولادة النعجة دوللي، وهي أول حيوان ثديي يتم استنساخه من خلية جسدية بالغة.

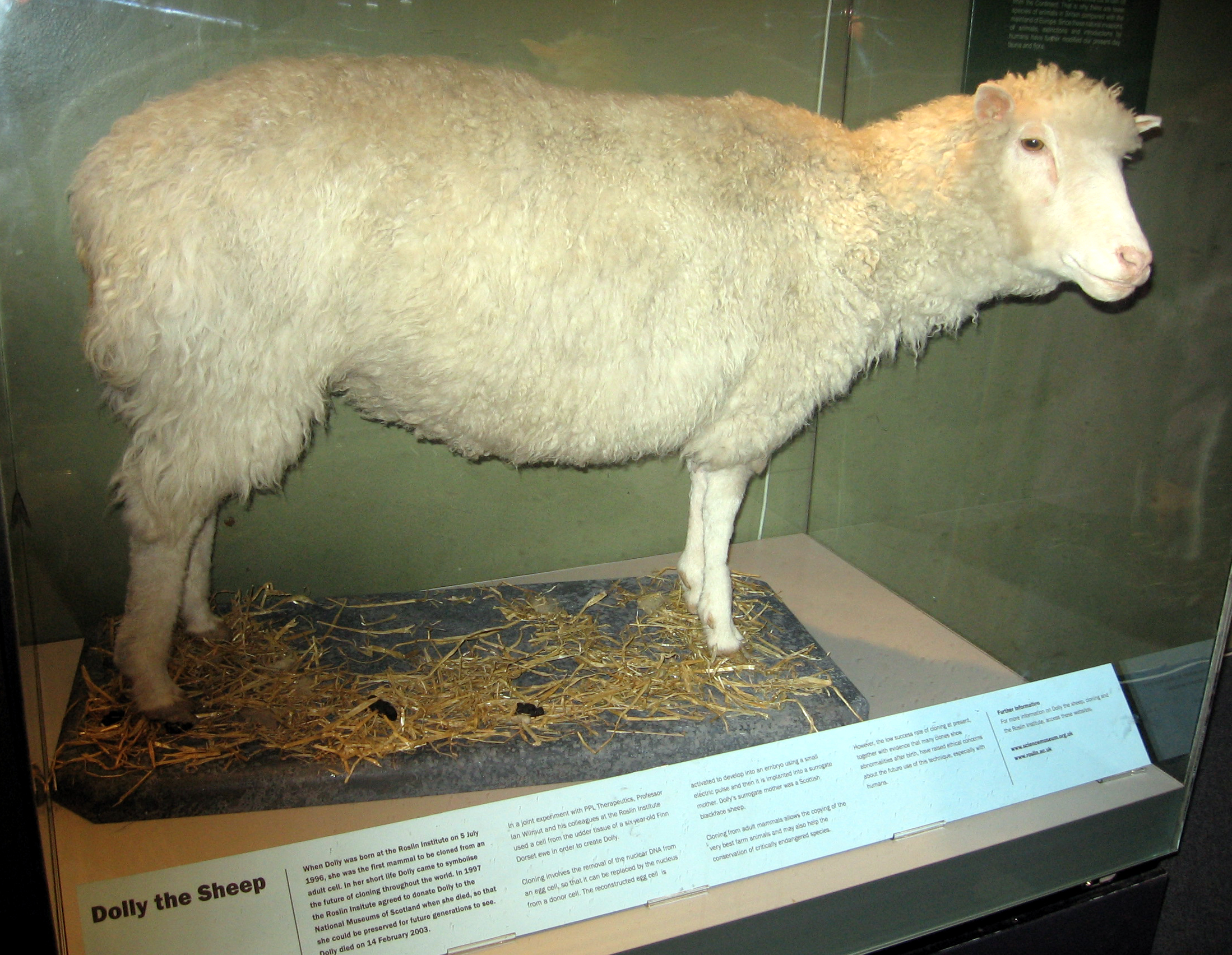
النعجة دوللي : أول استنساخ ينتج من الخلايا الجسدية لحيوان ثديي بالغ

أثيرت مخاوف بشأن إساءة معاملة الرئيسيات التي تخضع للاختبار. في عام 1985، حظيت قضية بريتشيز (Britches case)، وهو قرد مكاك في جامعة كاليفورنيا، ريفرسايد، باهتمام الرأي العام. تم خياطة جفنيه وتثبيت جهاز استشعار السونار على رأسه كجزء من تجربة لاختبار أجهزة البدائل الحسية للمكفوفين. داهمت جبهة تحرير الحيوان (Animal Liberation Front) المختبرَ في عام 1985، وأُجْلِيَت بريتشيز و466 حيوانًا آخر. أجرت المعاهد الوطنية للصحة تحقيقًا استمر ثمانية أشهر وخلصت، مع ذلك، إلى أنه لا يلزم اتخاذ إجراء تصحيحي. خلال العقد الأول من القرن الحادي والعشرين، تصدرت قضايا أخرى عناوين الصحف، بما في ذلك التجارب على الرئيسيات في جامعة كامبريدج  و التجارب على الرئيسيات في جامعة كولومبيا في عام 2002. في عامي 2004 و2005، تم تصوير لقطات سرية لموظفي Covance، وهي منظمة أبحاث تعاقدية تقدم خدمات اختبار الحيوانات، وتم تصوير مختبر فيرجينيا بواسطة (People for the Ethical Treatment of Animals) (PETA). بعد نشر اللقطات، فرضت وزارة الزراعة الأمريكية غرامة على شركة كوفانس بمبلغ 8720 دولارًا بسبب 16 مسألة، ثلاثة منها تضمنت قرود المختبر ؛ واشتملت المسائل الأخرى على قضايا إدارية.

### تهديدات للباحثين
تهديدات العنف التي يتعرض لها الباحثون في مجال الحيوانات ليست بالقليلة.
في عام 2006، قام باحث رئيسي في جامعة كاليفورنيا، لوس أنجلوس (UCLA) بإغلاق التجارب في مختبره بعد تهديدات من نشطاء حقوق الحيوان. حصل الباحث على منحة لاستخدام 30 قردة مكاك لإجراء تجارب بصرية. تم تخدير كل قرد لتجربة فسيولوجية واحدة استمرت لمدة تصل إلى 120 ساعة، ثم قُتل برحمة. تم نشر اسم الباحث ورقم هاتفه وعنوانه على موقع مشروع حرية الرئيسيات (Primate Freedom Project). وخرجت مظاهرات أمام منزله. وُضِعت زجاجة مولوتوف على شرفة ما يُعتقد أنه منزل باحث آخر من الرئيسيات في جامعة كاليفورنيا. وبدلاً من ذلك، تُركت بالصدفة على شرفة امرأة مسنة لا علاقة لها بالجامعة. وأعلنت جبهة تحرير الحيوانات مسؤوليتها عن الهجوم. كنتيجة للحملة، أرسل الباحث رسالة بريد إلكتروني إلى مشروع حرية الرئيسيات تفيد: «لقد فزت» و«من فضلك لا تزعج عائلتي بعد الآن». وفي حادثة أخرى وقعت في جامعة كاليفورنيا في لوس أنجلوس في يونيو 2007، قام جبهة تحرير الحيوانات بوضع قنبلة تحت سيارة طبيب عيون الأطفال في جامعة كاليفورنيا والذي قام بإجراء تجارب على القطط والقرود الريسوسية. كان بالقنبلة فتيل مَعيب ولم تنفجر.
في عام 1997، صورت PETA طاقم عمل من Huntingdon Life Sciences ، مظهرةً كلاباً تتعرض لسوء المعاملة. تم فصل الموظفين المسؤولين،  والحكم عليهم بأمْرَي خدمة مجتمعية، وأُمروا بدفع تكاليف 250 جنيهًا إسترلينيًا، وهم أول فنيي مختبر تمت مقاضاتهم بتهمة القسوة على الحيوانات في المملكة المتحدة. استخدمت حملة أوقفوا قسوة شركة هنتغدون على الحيوانات SHAC (Stop Huntingdon Animal Cruelty) تكتيكات تتراوح من الاحتجاج غير العنيف إلى القصف المزعوم للمنازل التي يملكها مسؤولون تنفيذيون مرتبطون بعملاء ومستثمري هنتغدون. وصف مركز قانون الفقر الجنوبي (Southern Poverty Law Center)، الذي يراقب التطرف المحلي في الولايات المتحدة، طريقة عمل SHAC بأنها «تكتيكات إرهابية صريحة مماثلة لتلك التي يستخدمها المتطرفون المناهضون للإجهاض»، وفي عام 2005 أشار مسؤول في قسم مكافحة الإرهاب في مكتب التحقيقات الفيدرالي إلى أنشطة SHAC في الولايات المتحدة كتهديدات إرهابية محلية. تم سجن 13 عضوًا من SHAC لمدة تتراوح بين 15 شهرًا وأحد عشر عامًا بتهمة التآمر لابتزاز أو إيذاء HLS ومورديها.
دفعت هذه الهجمات - بالإضافة إلى الحوادث المماثلة التي تسببت في إعلان مركز قانون الفقر الجنوبي في عام 2002 أن حركة حقوق الحيوان «اتجهت بوضوح نحو الاتجاه الأكثر تطرفاً» - دفعت الحكومة الأمريكية إلى تمرير قانون مكافحة الإرهاب المؤسسي في مجال الحيوانات (Animal Enterprise Terrorism Act)، ودفعت حكومة والمملكة المتحدة إلى إضافة جريمة «إرهاب الأشخاص المرتبطين بمنظمة أبحاث الحيوان» إلى قانون الشرطة والجريمة المنظمة الخطيرة لعام 2005 (Serious Organised Crime and Police Act 2005). قد يكون مثل هذا التشريع واعتقال وسجن النشطاء قد قلل من وقوع الهجمات.

### النقد العلمي
أشارت المراجعات المنهجية (Systematic reviews) إلى أن التجارب على الحيوانات غالبًا ما تفشل في عكس النتائج بدقة على البشر. على سبيل المثال، أشار استعراض عام 2013 إلى أن حوالي 100 لقاح ثبت أنها تمنع فيروس نقص المناعة البشرية في الحيوانات، ومع ذلك لم يعمل أي منها في البشر. قد لا تتكرر التأثيرات التي تظهر على الحيوانات في البشر، والعكس صحيح. تسبب العديد من الكورتيكوستيرويدات تشوهات خلقية في الحيوانات، ولكن ليس لدى البشر. على العكس من ذلك، يتسبب الثاليدومايد في حدوث عيوب خلقية خطيرة في البشر، ولكن ليس في الحيوانات. خلصت ورقة عام 2004 إلى أن الكثير من الأبحاث على الحيوانات تضيع بسبب عدم استخدام المراجعات المنهجية، وبسبب سوء المنهجية (poor methodology). وجدت مراجعة أجريت عام 2006 دراسات عديدة حيث كانت نتائجها واعدة لعقاقير جديدة على الحيوانات، لكن الدراسات السريرية البشرية لم تظهر نفس النتائج. اقترح الباحثون أن هذا قد يكون بسبب تحيز الباحث، أو ببساطة لأن النماذج الحيوانية لا تعكس بدقة علم الأحياء البشري. قد يكون السبب جزئيًا عدمَ إجراء المراجعات البَعدية (meta-reviews). المنهجيةُ السيئة مشكلةٌ في العديد من الدراسات. لاحظت مراجعة أجريت عام 2009 أن العديد من التجارب على الحيوانات لم تستخدم التجارب المُعَمّاة، وهي عنصر أساسي في العديد من الدراسات العلمية؛ حيث لا يتم إخبار الباحثين فيها عن جزء الدراسة الذي يعملون عليه، بغرض تقليل التحيز.

## بدائل التجارب على الحيوانات
ينص معظم العلماء والحكومات على أن التجارب على الحيوانات يجب أن تسبب أقل قدر ممكن من المعاناة للحيوانات، وأنه يجب إجراء الاختبارات على الحيوانات فقط عند الضرورة. "ال (R)ات الثلاث" مبادئُ إرشادية لاستخدام الحيوانات في البحث في معظم البلدان. في حين أن استبدال الحيوانات، أي بدائل التجارب على الحيوانات، هو أحد المبادئ، فإن نطاقها أوسع بكثير. على الرغم من الترحيب بهذه المبادئ كخطوة إلى الأمام من قبل بعض مجموعات الرفق بالحيوان،  كما تم انتقادها لأنها عفا عليها الزمن من قبل البحث الحالي ، ولها تأثير عملي ضئيل في تحسين رفاهية الحيوان.
ابتكر العلماء والمهندسون في معهد ويس (Wyss Institute) بجامعة هارفارد «أعضاء على رقاقة» ("organs-on-a-chip")، بما في ذلك «رئة على رقاقة» ("lung-on-a-chip") و«أمعاء على رقاقة» (."gut-on-a-chip") طور الباحثون في Cellasys في ألمانيا «جلد على رقاقة» ("skin-on-a-chip"). تحتوي هذه الأجهزة الصغيرة على خلايا بشرية في نظام ثلاثي الأبعاد يحاكي الأعضاء البشرية. يمكن استخدام الرقائق بدلاً من الحيوانات في أبحاث الأمراض المختبرية واختبار الأدوية واختبار السمية. بدأ الباحثون أيضًا في استخدام آلات الطباعة الحيوية ثلاثية الأبعاد لإنشاء أنسجة بشرية للاختبار في المختبر .
طريقة أخرى للبحث غير الحيواني هي المحاكاة في السيليكون (in-silico) أو الكمبيوتر، والنمذجة الرياضية التي تسعى إلى التحقيق والتنبؤ بالسمية وتأثير الأدوية على البشر دون استخدام الحيوانات. يتم ذلك من خلال فحص مركبات الاختبار على المستوى الجزيئي باستخدام التطورات الحديثة في القدرات التكنولوجية مع الهدف النهائي المتمثل في إنشاء علاجات فريدة لكل مريض.
الجرعات الدقيقة (Microdosing) بديل آخر لاستخدام الحيوانات في التجارب. الجرعات الدقيقة عملية يتم من خلالها إعطاء المتطوعين جرعة صغيرة من مركب الاختبار مما يسمح للباحثين بالتحقيق في تأثيره الدوائي دون الإضرار بالمتطوعين. يمكن أن تحل الجرعات الدقيقة محل استخدام الحيوانات في فحص الأدوية في المرحلة قبل السريرية ويمكن أن تقلل من عدد الحيوانات المستخدمة في اختبارات السلامة والسمية.
تشمل الطرق البديلة الإضافية التصوير المقطعي بالإصدار البوزيتروني (PET)، والذي يسمح بمسح الدماغ البشري في الجسم الحي،  والدراسات الوبائية المقارنة لعوامل خطر الإصابة بالأمراض بين البشر.
كما حلت برامج المحاكاة وبرامج الكمبيوتر محل استخدام الحيوانات في التشريح والتدريس والتدريب.
تعزز الهيئات الرسمية مثل المركز الأوروبي للتحقق من صحة طرق الاختبار البديلة التابع للمفوضية الأوروبية (European Commission)، ولجنة التنسيق المشتركة بين الوكالات للتحقق من صحة الطرق البديلة في الولايات المتحدة (Interagency Coordinating Committee for the Validation of Alternative Methods in the US)، وZEBET في ألمانيا، والمركز الياباني للتحقق من الطرق البديلة (Japanese Center for the Validation of Alternative Methods) (بالإضافة إلى مؤسسات أخرى) تعزز أيضًا وتنشر ال 3Rs. تعمل هذه الهيئات بشكل أساسي من خلال الاستجابة للمتطلبات التنظيمية، مثل دعم حظر اختبار مستحضرات التجميل في الاتحاد الأوروبي من خلال التحقق من صحة الطرق البديلة.
تعمل الشراكة الأوروبية للنهج البديلة للاختبار على الحيوانات (The European Partnership for Alternative Approaches to Animal Testing) كحلقة وصل بين المفوضية الأوروبية والصناعات. تنسق منصة الإجماع الأوروبية للبدائل (The European Consensus Platform for Alternatives) الجهود بين الدول الأعضاء في الاتحاد الأوروبي.
تبحث المراكز الأكاديمية أيضًا في البدائل، بما في ذلك مركز البدائل للاختبار على الحيوانات في جامعة جونز هوبكنز  وNC3Rs في المملكة المتحدة.